# Buschbrände in Australien 2019/2020

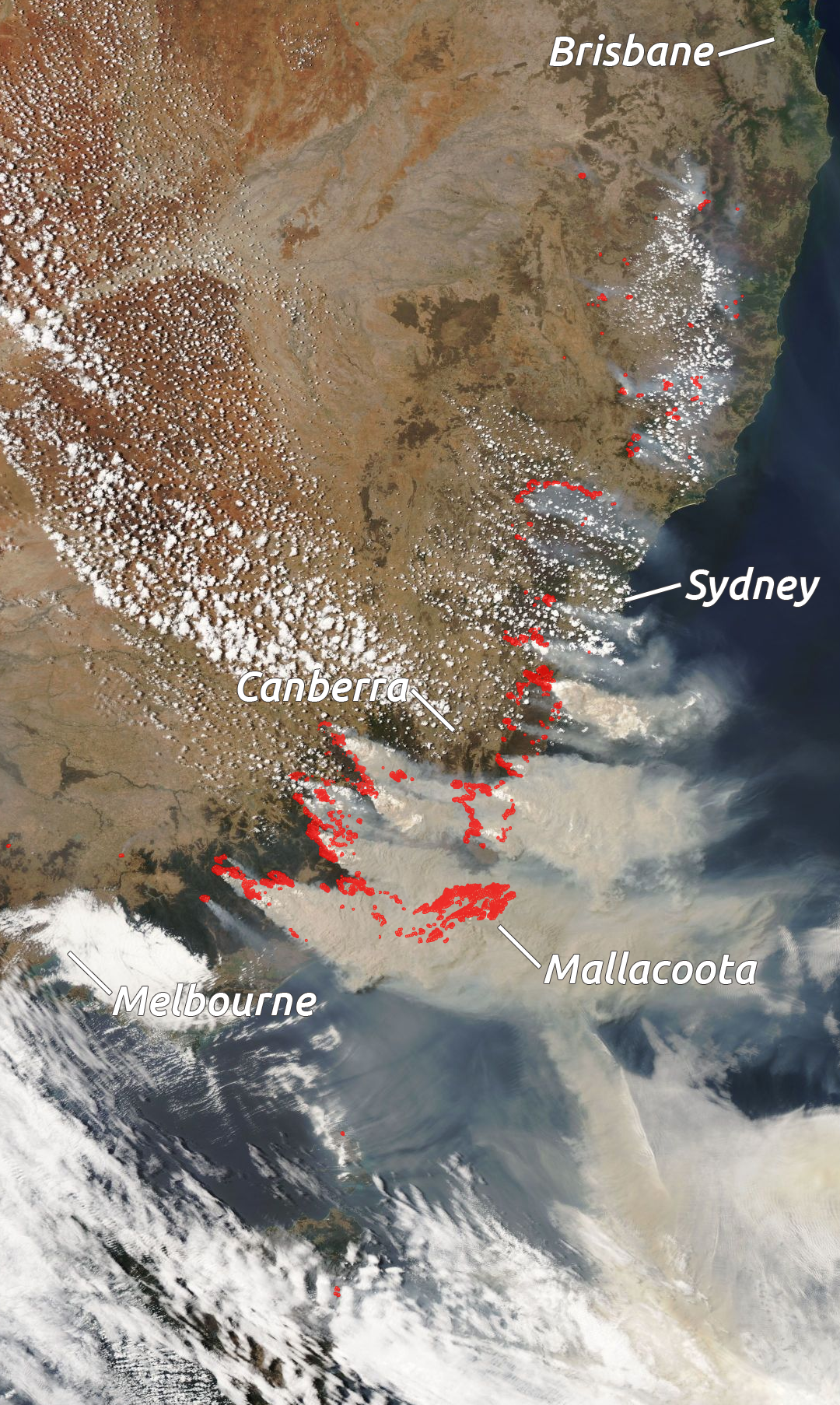
Brände Anfang Januar 2020.

Buschbrände in Australien 2019/2020 bezeichnet die zahlreichen extremen Buschfeuer der Feuersaison 2019/2020, die von Juni 2019 bis März 2020 landesweit in Australien brannten, vor allem aber in den an der Ostküste gelegenen Bundesstaaten Queensland, New South Wales, Australian Capital Territory und Victoria, aber auch in South Australia, Western Australia, Tasmanien sowie im Northern Territory.
Die Feuer dehnten sich insgesamt über eine Fläche von rund 126.000 km² aus, vielerorts wurde der Ausnahmezustand verhängt. Die Intensität der Brände schon zu Beginn der Brandsaison, die trockenen, warmen und windigen Wetterbedingungen, das ungewöhnliche Verhalten der Feuer sowie die direkten und indirekten Auswirkungen auf die Umwelt Australiens, einschließlich der Treibhausgasemissionen und der Luftverschmutzung in den Bevölkerungszentren werden als beispiellos in der Geschichte der Buschfeuer in Australien beschrieben. Das Umweltprogramm der Vereinten Nationen und Wissenschaftler weltweit sehen einen Zusammenhang zwischen dem Ausmaß der Feuerkatastrophe und der gegenwärtigen globalen Erwärmung.
Den Flammen fielen 33 Menschen direkt zum Opfer zudem starben wissenschaftlichen Untersuchungen zufolge mehr als 445 Menschen an den Folgen der Luftverschmutzung durch den Rauch. Über 4.000 Menschen mussten deswegen im Krankenhaus behandelt werden. Es brannten rund 5.900 Gebäude ab., darunter mehr als 3.000 Wohnhäuser. Im Hinblick auf Sachschäden war die Saison eine der schlimmsten seit 1925, in New South Wales wurden 2,5 Mal mehr Häuser zerstört als in der zuvor schlimmsten Saison. Vielerorts kam es zu Evakuierungen; so wurden in Victoria am 10. Januar etwa 240.000 Menschen zum Verlassen bedrohter Gebiete aufgefordert. Schätzungen zufolge starben auch etwa eine Milliarde (höherer) Tiere durch die Feuer. Mehr als 20 Prozent der bewaldeten Flächen des Landes brannten ab. Es bildeten sich zudem insgesamt 38 Pyrocumulonimbus-Wolken, von denen mehr als die Hälfte so hoch reichte, dass sie Rauchpartikel direkt in die Stratosphäre eintrugen, darunter alleine um den Jahreswechsel 2019/20 etwa eine Million Tonnen. Zwar entspannte sich Mitte Januar und Mitte Februar in Teilen der betroffenen Regionen die Lage durch starke Regenfälle, die vielfach Starkhagel und Sturzfluten mit sich brachten, jedoch standen weite Teile des Landes noch bis Anfang März in Flammen. Die klimawandelverstärkten Brände setzten ~715 Millionen Tonnen CO2 frei – sie übertrafen damit die normalen jährlichen Emissionen Australiens durch Buschfeuer und fossile Brennstoffe um ca. 80 %.
Ein Urlaub des australischen Premierministers Scott Morrison zu einer Zeit, in der zwei freiwillige Feuerwehrleute bei der Brandbekämpfung zu Tode kamen, wie auch sein als Apathie wahrgenommenes Verhalten in dieser Situation führten zu politischen Kontroversen. Gegen die regressive Haltung der klimaskeptischen australischen Regierung regt sich in Teilen der australischen Bevölkerung Widerstand.

## Meteorologische Ausgangslage
Die Brände wurden durch außergewöhnliche Dürre und Hitze begünstigt. So war 2019 in Australien sowohl das heißeste als auch das trockenste Jahr seit dem Beginn nationaler Wettermessungen 1910. Bereits seit 2017 herrscht in Australien eine mehrjährige Dürre. 2019 fielen im Schnitt nur 277 mm Regen, der niedrigste Wert seit Beginn der Messungen und etwa 40 Prozent weniger als in einem normalen Jahr und noch einmal 11 Prozent weniger als 1902, dem vorher trockensten Jahr. Zudem war es 2019 mit 1,52 Grad über dem langjährigen Durchschnitt auch außergewöhnlich heiß, in New South Wales lag die Temperatur sogar 1,95 Grad über dem langjährigen Durchschnitt und damit 0,3 über dem bisherigen Rekordjahr 2018. Der Dezember 2019 war der trockenste Monat seit Aufzeichnungsbeginn, in dem auch die sechs heißesten jemals in Australien gemessenen Tage vorkamen. An elf Tagen wurden kontinentweit gemittelte Maximaltemperaturen von über 40 Grad Celsius gemessen; zwischen 1910 und 2017 hatte es nur vier solche Tage gegeben. Im Dezember 2019 erreichten mehr als drei Viertel des Landes absolute Rekordwerte bei der Feuergefahr, während der Rest des Landes weitestgehend sehr deutlich über dem Durchschnitt lag (entsprechend den obersten 10 Prozent der Skala). Der Sommer 2019/20 war zudem mit einer Temperatur von 1,88 °C über dem langjährigen Durchschnitt der zweitheißeste seit Beginn der Messungen in Australien. Bereits Mitte 2019 sagten Klima- und Wettermodelle eine schwere Brandsaison voraus, Prognosen, die sich im Nachhinein als zutreffend erwiesen.

## Verlauf

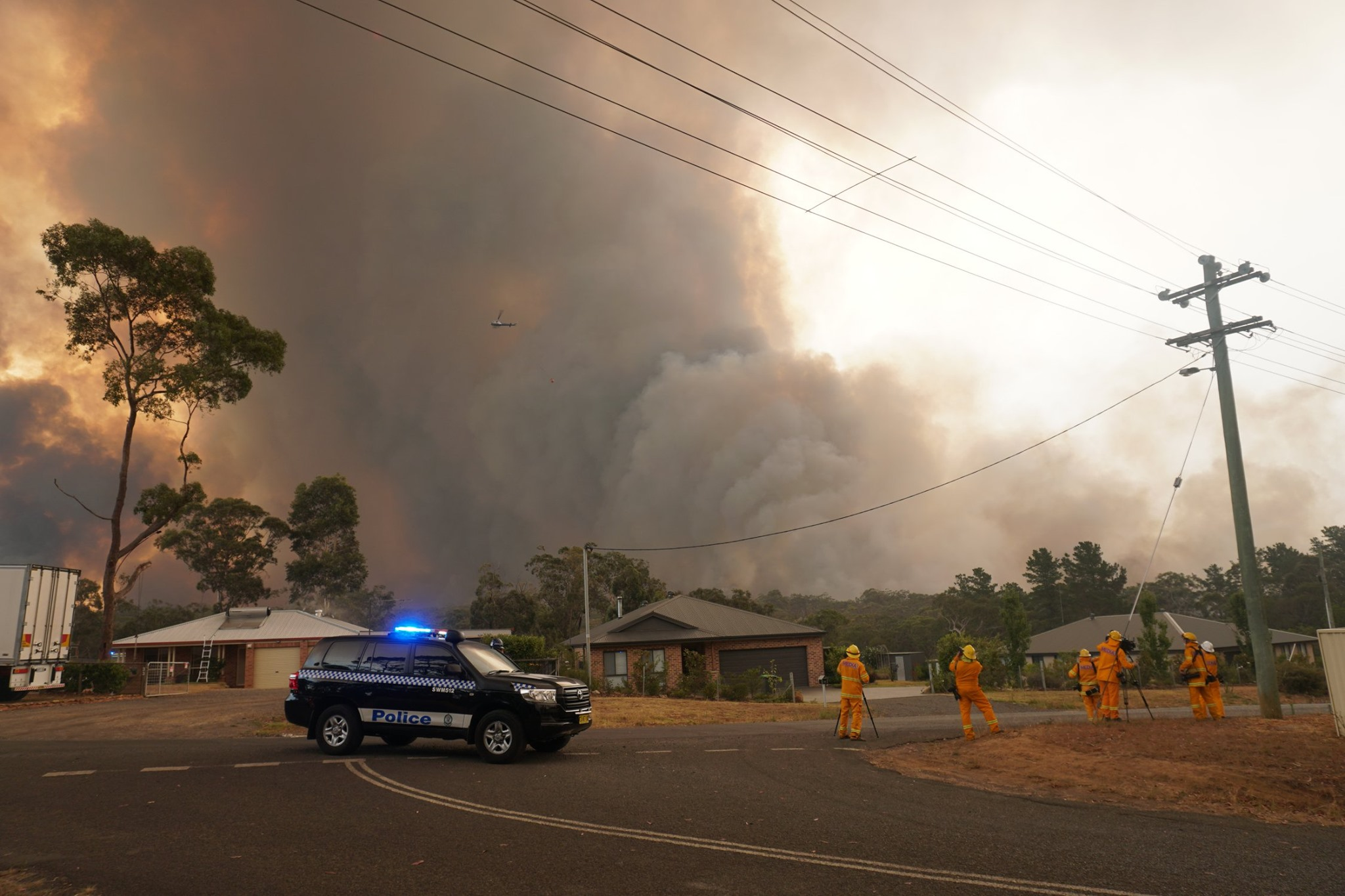
Feuer bei Yanderra, 5. Dezember 2019
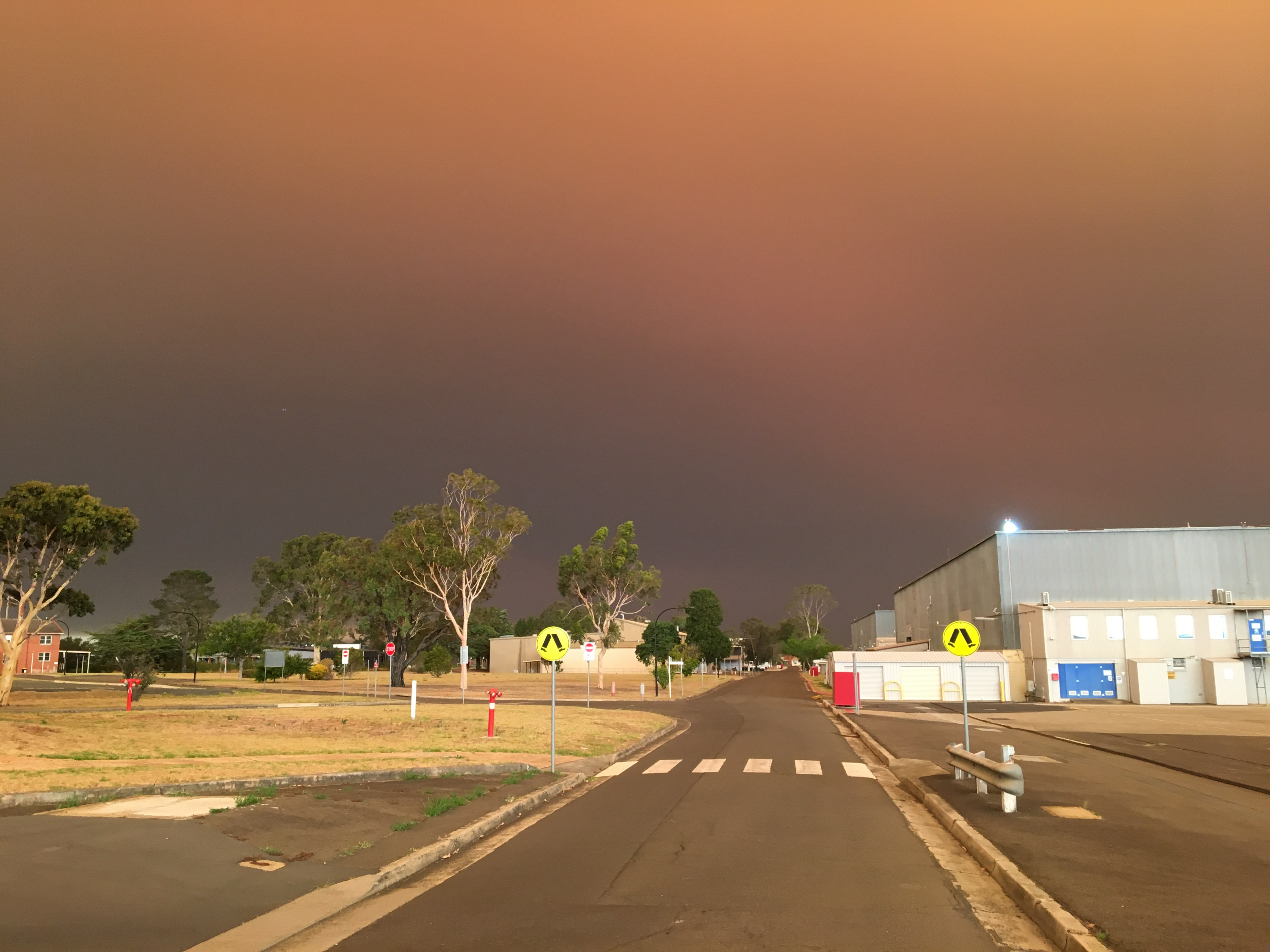
Himmel nahe Nowra, 21. Dezember 2019
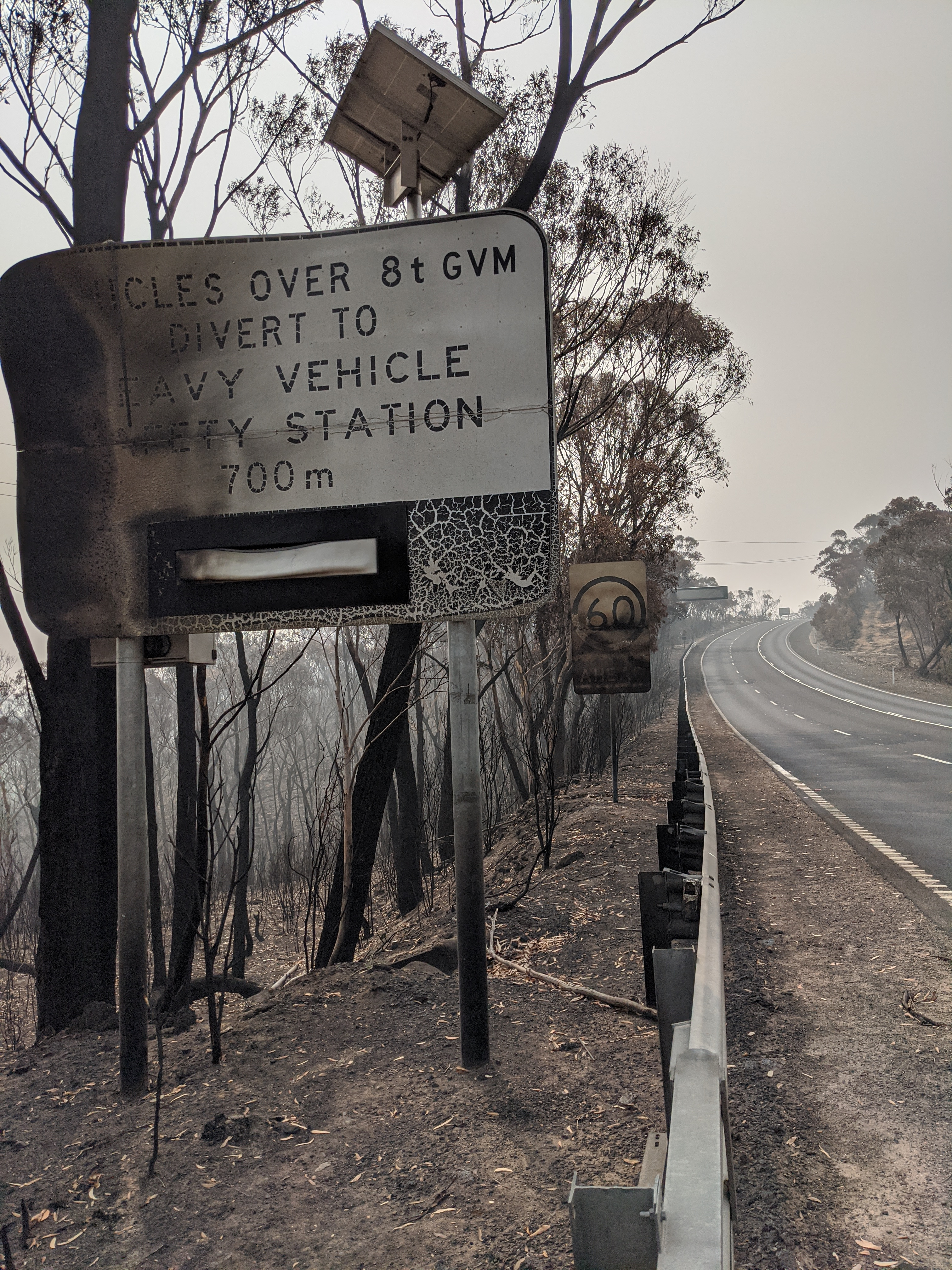
Brandschäden an der Bells Line of Road, 5. Januar 2020
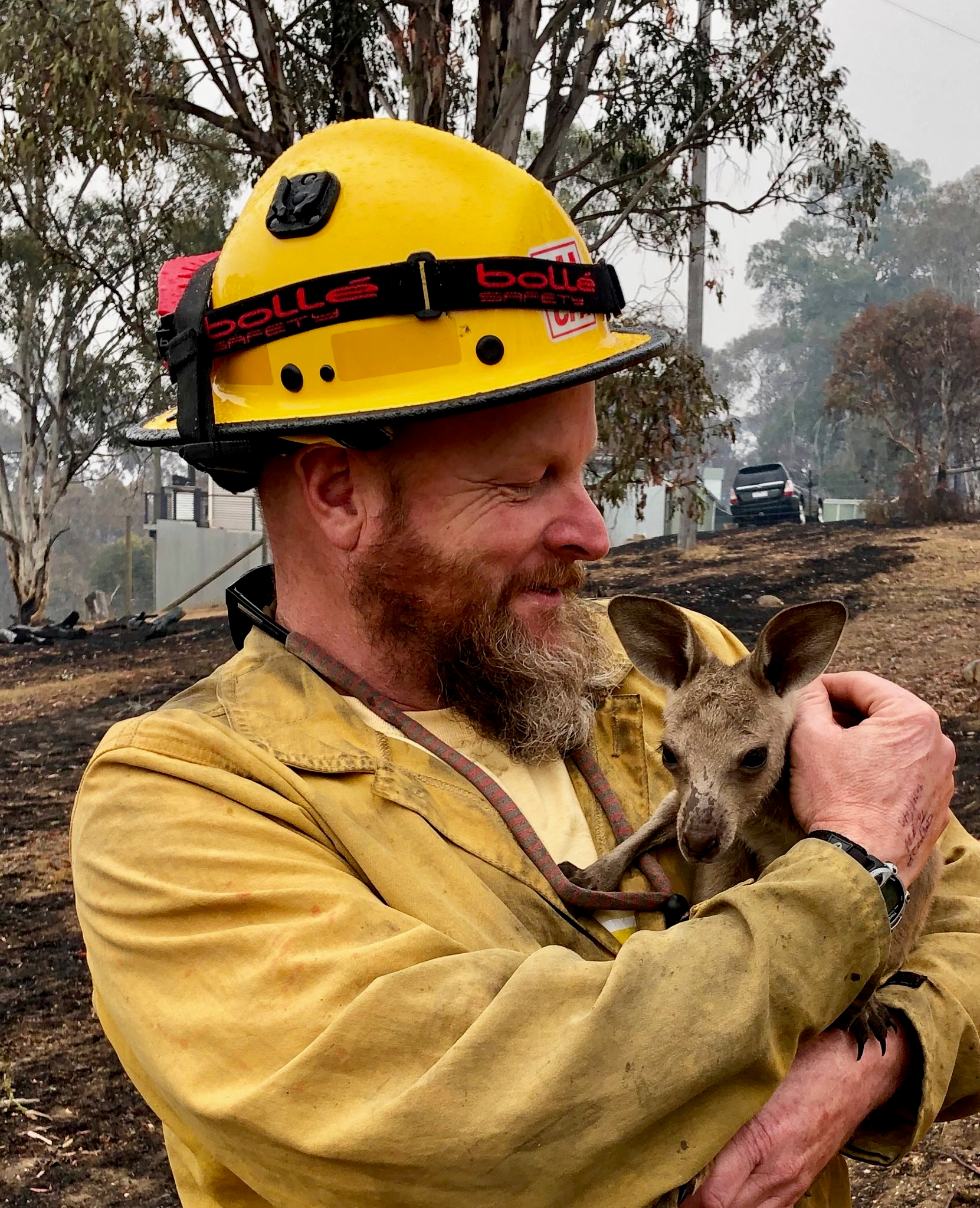
Junges Känguru in den Armen eines US-Feuerwehrmanns, Januar 2020

Die Brandbedingungen werden von Wissenschaftlern in mehrerlei Hinsicht als historisch beispiellos beurteilt. Unter anderem begann die Feuersaison 2019/20 außergewöhnlich früh. Während Brände in Australien normalerweise erst im Hochsommer ab Dezember einsetzen, brachen sie 2019/20 bereits im Juni aus und verstärkten sich ab Oktober. Im Unterschied zu gewöhnlichen Bränden in Australien, die hauptsächlich nur spärlich besiedelte Gebiete betreffen, traten die Brände dieses Mal in der verhältnismäßig stark besiedelten Küstenregion an der Ostküste auf. Stark betroffen war auch der Wollemi-Nationalpark, in dem ein Feuer mit einer Ausdehnung von mehr als 5000 km² brannte, das als „eines der weitflächigsten zusammenhängenden Feuer […] in den mittleren Breitengraden“ bezeichnet wurde. Zudem kam es zu den Bränden, ohne dass El-Niño-Bedingungen vorlagen, während in der Vergangenheit derart großflächige Buschbrände typischerweise in El-Niño-Jahren auftraten.
Ungewöhnlich ist ebenfalls, dass mit Regenwäldern auch Vegetationstypen betroffen sind, in denen Brände üblicherweise nicht vorkommen und die im Gegensatz zum Buschland nicht an Brände angepasst sind. Unter anderem kam es zu Feuern in den Gondwana-Regenwäldern Australiens, in denen es teilweise seit mehr als 1000 Jahren nicht mehr gebrannt hatte. Des Weiteren traten Feuer auch in feuchten Eukalyptuswäldern, ausgetrockneten Sümpfen und Böden aus organischem Material auf, nachdem dort der Grundwasserspiegel gesunken war. Die Brände stellten zudem verschiedene Rekorde auf. Demnach ließen sie nach vorläufigen Daten des NASA-Satelliten Aura binnen eines Monats mehr Kohlenstoffmonoxid in die Atmosphäre aufsteigen als jedes andere Feuer außerhalb der Tropen in dessen 15-jährigen Betriebszeitraums. Zudem erreichte die Rauchsäule eine Höhe von 25 km und damit den höchsten Wert, der vom Satelliten CALIPSO jemals aufgezeichnet wurde.
In New South Wales kamen 3.000 Feuerwehrleute zum Einsatz, in Victoria etwa 1.500. Der Rural Fire Service in NSW erhielt seit Beginn der Feuer mehr als 25.000 Mitgliederanfragen, verglichen mit 4000 in einem „normalen“ Jahr.
Die Australian Defence Force (ADF) übernahm im Dezember mit 900 Personen logistische Aufgaben wie die Versorgung der Krisengebiete mit Treibstoff und Wasser sowie die Evakuierung betroffener Anwohner, von denen Zehntausende vor den Flammen fliehen mussten. Die australische Regierung mobilisierte Anfang Januar zusätzlich 3.000 Reservisten, insgesamt waren über 6.500 Angehörige des Militärs an dem bisher größten Einsatz im Inland beteiligt. Im Rahmen der Operation Bushfire Assist transportierte die ADF unter Einsatz von 13 Flugzeugen sowie 20 Hubschraubern Feuerwehrleute und ihre Ausrüstung über die Bundesstaaten hinweg. 3 Schiffe der Royal Australian Navy waren Teil der Operation. Die ADF führte Kartierungen zur Lageeinschätzung und Such- und Rettungsflüge durch. Verschiedene Militäreinrichtungen dienten als Koordinierungs- und Lagezentren und zur Verpflegung und Unterbringung der Feuerwehrleute. Weiterhin übernahm das Militär die Koordination zwischen staatlichen und bundesstaatlichen Diensten, das Umladen und Auftanken von Löschflugzeugen sowie die Bereitstellung von humanitären Hilfsgütern.
Feuerwehrleute aus Neuseeland (über 50), den Vereinigten Staaten (81) und Kanada (87) halfen bei der Bekämpfung der Brände. Singapur entsandte zwei Chinook-Hubschrauber und 42 Angehörige der Streitkräfte Singapurs. Papua-Neuguinea entsandte 100 Techniker der Papua New Guinea Defence Force. Japan schickte zwei Lockheed C-130-Transportflugzeuge und 70 Helfer der Selbstverteidigungsstreitkräfte des Landes zur Transportunterstützung und der Bekämpfung der Feuer. Malaysia entsandte über vierzig Feuerwehrmänner und zwanzig weitere Regierungsvertreter. Die Vereinigten Arabischen Emirate schickten 200 Freiwillige von der Rothalbmond-Organisation der Föderation zur Hilfe bei der Brandbekämpfung. Auch andere Länder boten ihre Unterstützung an, darunter waren Dänemark, Frankreich, Rumänien, Türkei, die Ukraine und das Vereinigte Königreich.
Um den 20. Januar 2020 zogen starke Gewitter mit heftigem Hagel über weite Teile der Ostküste des Landes hinweg. Stürme rissen Äste von den Bäumen, über den Städten Canberra und Melbourne fielen Hagelkörner in Golfballgröße, weite Teile Queenslands wurde von Sturmfluten heimgesucht. In Victoria brachte der Regen Entspannung in die Feuerlage, jedoch brannten dort noch immer einige Buschfeuer. Erdrutsche, die zu Straßensperrungen führten, erschwerten den Zugang in die von Feuer gefährdeten Gebiete mit schwerem Gerät. Erneute schwere Regenfälle an der Ostküste reduzierten am zweiten Februarwochenende die Feuer um ein Drittel. Durch die Feuer starben australienweit 34 Menschen.
Zahlreiche Sportveranstaltungen und Musikfestivals wurden wegen der Gefahrenlage und der Rauchentwicklung abgesagt. Das Tennisturnier Apis Canberra International 2020 wurde zum Schutz der Spieler und Zuschauer von Canberra nach Bendigo verlegt.

## Betroffene Bundesstaaten

### New South Wales (NSW)

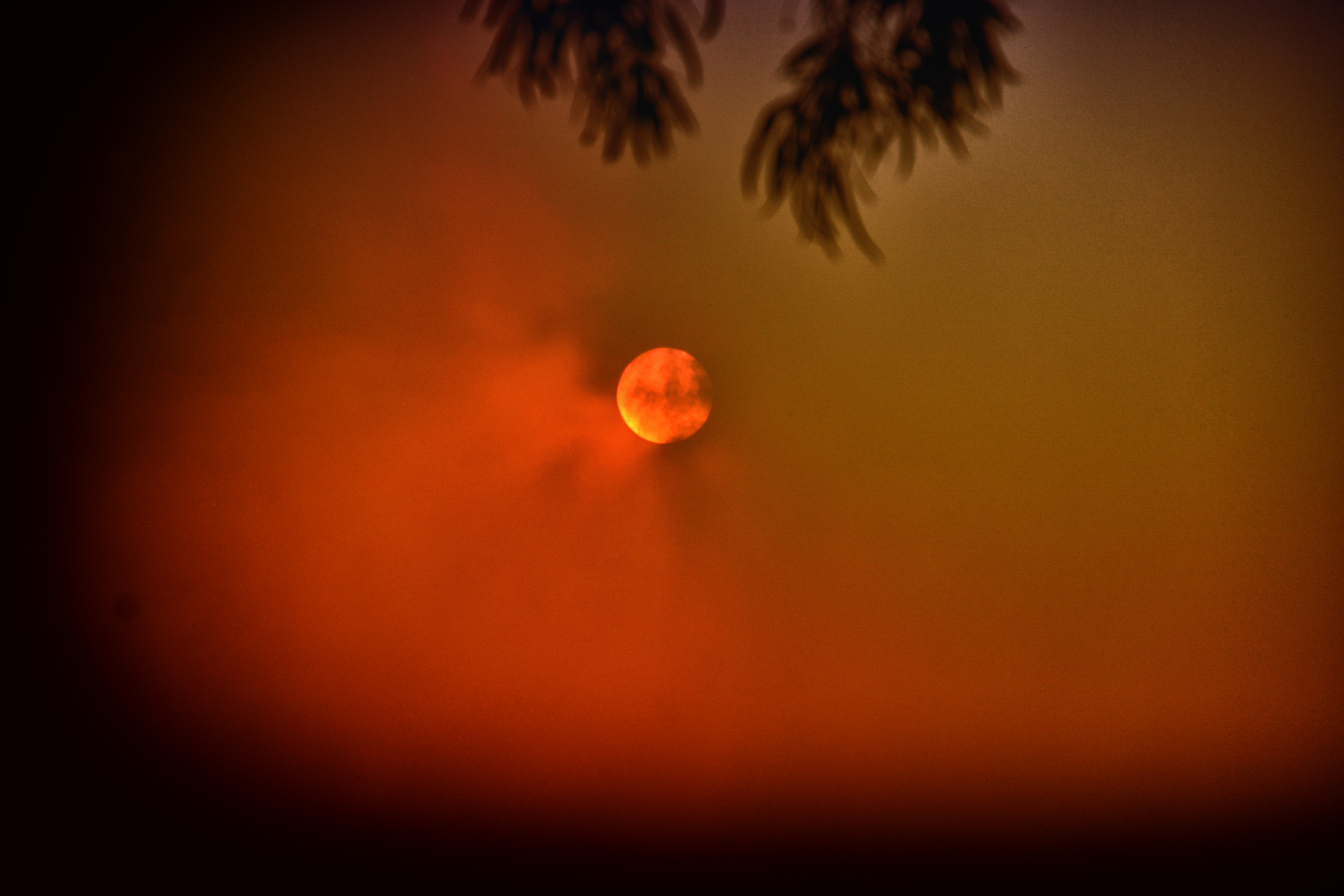
Nachmittagssonne in Gosford (NSW), November 2019

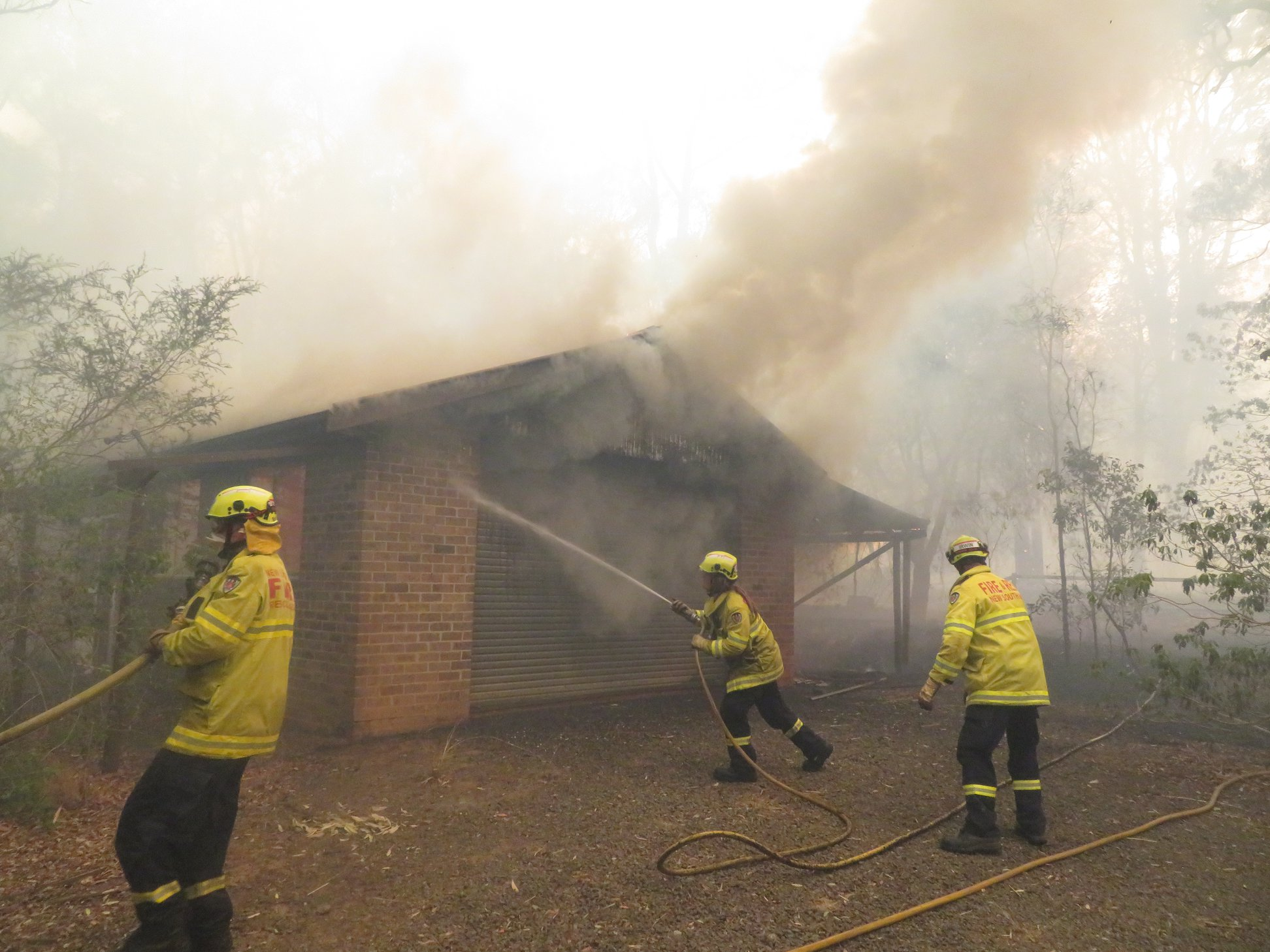
Brennendes Wohnhaus in Werombi, Dezember 2019

Ausdehnung 54.000 km², zeitweise brannten über 150 Feuer, 25 Tote, 2.399 Wohnhäuser und 5.263 Wirtschaftsgebäude brannten ab, 263 Einrichtungen wurden zerstört.
Besonders betroffen waren die Gebiete North Coast, Mid North Coast, Blue Mountains und Hawkesbury, Sydney Metropolitan Area, Southern Highlands, South Coast, Riverina und die Snowy Mountains. Die Feuerfront erstreckte sich zeitweise auf eine Länge von 6.000 km. Als mehrere kleine Feuer ineinander übergingen, brannte im Nordwesten Sydneys ein sogenanntes megafire; die Stadt lag mehrere Wochen lang unter einer dichten Decke aus Rauch und Staub, wobei der Luftqualitätsindex (AQI) das Maß „gesundheitsgefährdend“ teilweise um das Zwölffache überschritt. Am 22. November 2019 entstand über dem 4110 km² großen Gebiet Gospers Mountain in den Blue Mountains eine Blitze erzeugende Feuerwolke (Pyrocumulonimbus). Vor Weihnachten rief die Premierministerin des Bundesstaates Gladys Berejiklian einen siebentägigen Ausnahmezustand aus.
Die Regierung des Bundesstaates zeigte sich uneins in der Frage, ob das traditionelle Silvesterfeuerwerk über dem Hafen von Sydney stattfinden sollte; Premierministerin Berejklian befürwortete eine Freigabe, der stellvertretende Premierminister John Barilaro eine Absage. Der NSW Rural Fire Service gab letztendlich grünes Licht für das Feuerwerk, das ohne Zwischenfälle abgebrannt werden konnte. Am 2. Januar 2020 wurde der Ausnahmezustand erneut ausgerufen.
Ein nächtlicher Brand in der Gemeinde Cobargo verwüstete den größten Teil der Hauptstraße und die umliegenden Grundstücke, wobei drei Menschen umkamen.
Teile von NSW verzeichneten Mitte Januar starke Regenfälle mit vereinzelten Überflutungen. Die Feuerwehren konnten in den günstigen Bedingungen, die kühlere Temperaturen mit sich brachten, die Zahl der Buschfeuer von weit über Hundert auf 75 Brände reduzieren.
Am 23. Januar stürzte ein amerikanisches Löschflugzeug des Typs Lockheed C-130 Hercules über dem Gebiet Peak View nordöstlich von Cooma ab. Drei Personen an Bord starben.
Auf das Ende des Monats zugehend brannten noch 59 Busch- und Grasfeuer in NSW, von denen 28 noch nicht unter Kontrolle waren. Mehr als 1.300 Feuerwehrleute nutzten günstigere Bedingungen, um die Ausbreitung der Brände einzudämmen und die Begrenzungslinien zu verstärken.
Das zweite Februarwochenende brachte mit erneuten „sintflutartigen Regenfällen […] enorme Erleichterung“ in die Buschfeuersituation in NSW. Die Zahl der aktiven Brände reduzierte sich besonders im Norden und Nordosten des Bundesstaates um ein fast ein Drittel von mehr als 60 auf 42 (mit 17 noch außer Kontrolle) und schon bald auf 38. Das Currowan-megafire bei Shoalhaven, das seit drei Monaten gebrannt hatte, wurde durch den Regen gelöscht, ebenso wie das megafire bei Gospers Mountain etwa 400 km weiter nördlich. Jedoch waren Teile der Ostküste nun wieder Überschwemmungen und Erdrutschen ausgesetzt. Die Regenfälle bewegten sich langsam südostwärts in Richtung Sydney und Teile der Region Illawarra, wobei Sydney die höchsten Niederschlagsmengen seit den 1990er-Jahren erhielt, in der Stadt fielen innerhalb von vier Tagen 392 mm. Mit den schweren Regenfällen kamen Warnungen vor Wasserverschmutzung durch Zufluss von Asche und Schluff in Trinkwasserstauseen. Am 10. Februar brannten noch fünf unkontrollierte Feuer im Bega Valley und Snowy Valley im Süden von NSW, am 13. Februar vermeldete die Feuerwehr, dass alle Busch- und Grasbrände in NSW nun zum ersten Mal seit Beginn der Buschfeuersaison unter Kontrolle seien. Am 3. März vermeldete der New South Wales Rural Fire Service, dass die Feuer nach 240 Tagen Dauer nun gelöscht seien.

### Victoria (VIC)

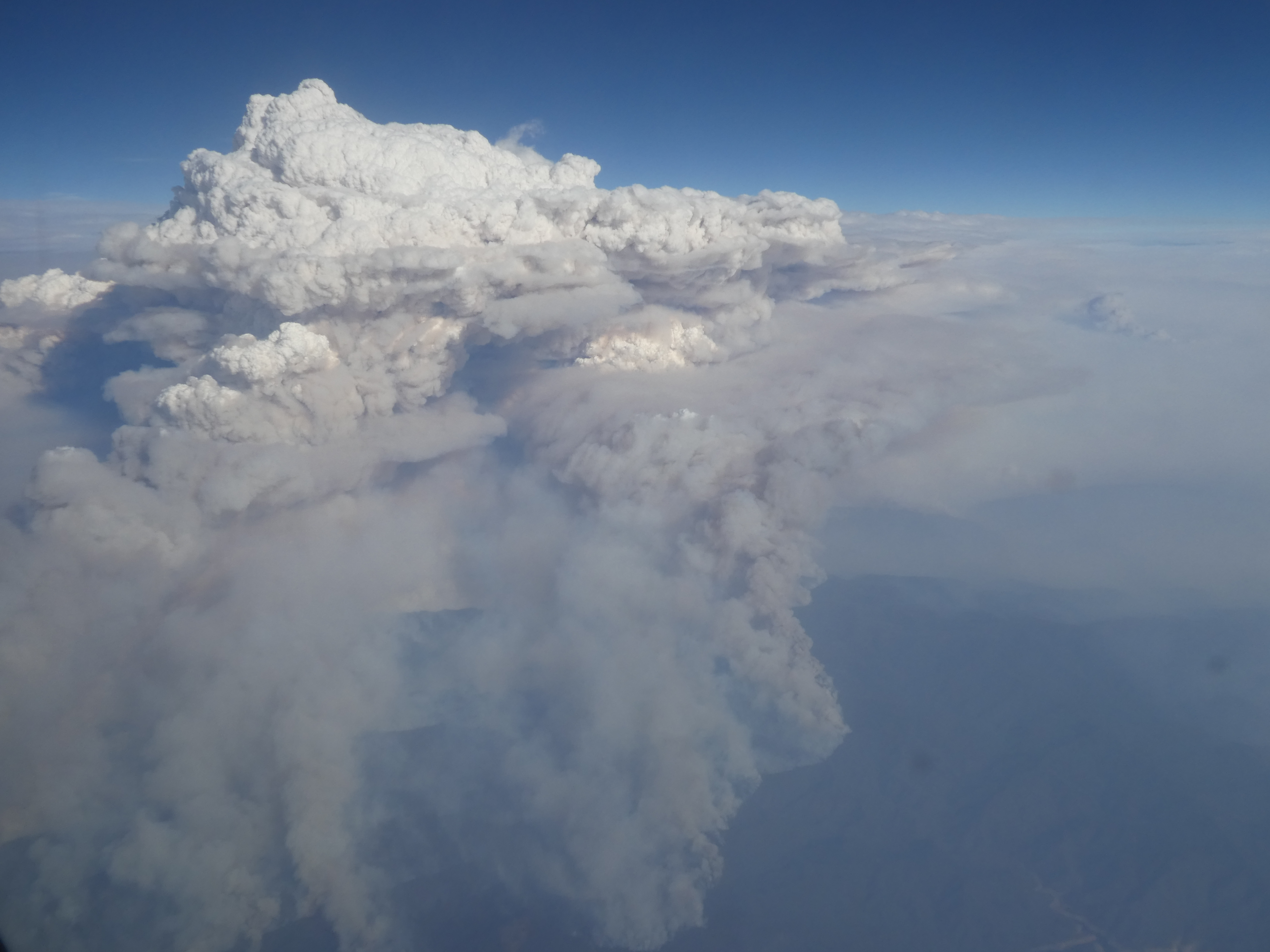
Pyrocumulonimbus über dem Alpine-Nationalpark, 4. Januar 2020

Ausdehnung 14.000 km², zeitweise brannten über 40 Feuer, 5 Tote, 396 Wohnhäuser brannten ab.
Besonders betroffen waren die Gebiete East Gippsland, Mansfield, Wellington, Wangaratta, Towong, Alpine, Mount Buller, Mount Hotham, Mount Stirling, Falls Creek und French Island.
Um die Jahreswende entstanden Pyrocumulonimbus-Wolken über Teilen von VIC. Am 3. Januar erklärte Premierminister Daniel Andrews den Katastrophenzustand. Die Stadt Mallacoota wurde Anfang Januar von Feuern eingeschlossen, über 4.000 Menschen suchten Zuflucht am Strand. Etwa 1000 von ihnen wurden auf einem Schiff der Royal Australian Navy evakuiert. Der Rauch der Feuer zog an mehreren Tagen über Melbourne, die Luftqualität in der Hauptstadt des Bundeslandes wurde mehrfach von „sehr schlecht“ bis „gesundheitsgefährdend“ eingestuft.
Besonders der Norden und Nordosten von VIC sowie Melbourne verzeichneten Mitte Januar starke Regenfälle mit Hagel und heftigen Winden sowie vereinzelten Sturzfluten, wodurch sich die Feuersituation in diesen Gebieten entspannte. Die Zahl der Brände reduzierte sich auf 14. Nach erneuten schweren Regenfällen um den 10. Februar waren noch drei bedeutende Buschbrände in den Gebieten um Cape Conran, Bonang, Bendoc und Cape Howe aktiv.

### South Australia (SA)

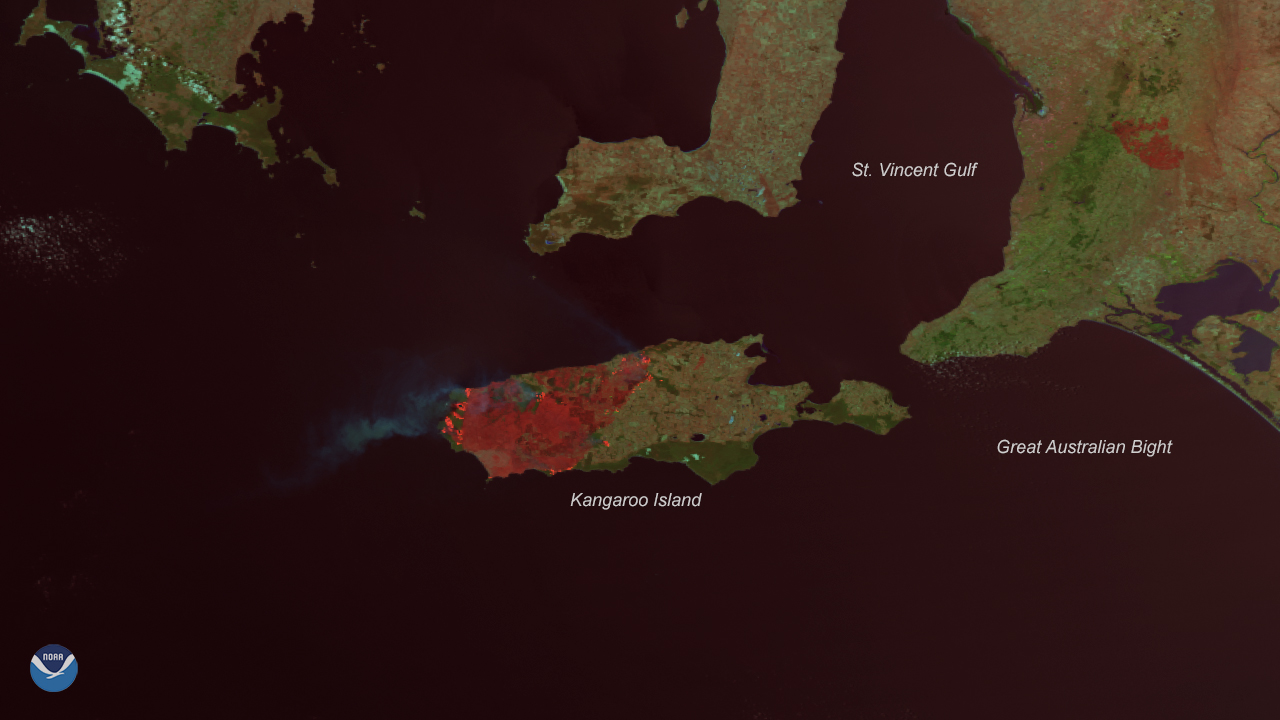
Ausdehnung der Feuer auf Kangaroo Island, 6. Januar 2020

Ausdehnung 49.000 km², zeitweise über 45 zeitgleiche Brände, 151 Wohnhäuser und 500 Wirtschaftsgebäude brannten ab, 3 Tote, 33 Personen verletzt, Temperaturen um 40 °C.
Besonders betroffen waren die Eyre-Halbinsel, die Yorke Peninsula, die Adelaide Hills, die Mount Lofty Ranges, und der Flinders-Chase-Nationalpark auf Kangaroo Island, der drittgrößten Insel Australiens. Hier löste kurz vor Weihnachten ein Blitzschlag Feuer aus. Fast die Hälfte der Insel war bis Januar abgebrannt, immer wieder sorgten wechselnde Winde für erneutes Aufflammen der Brände. Bis zu 100.000 Schafe kamen in den Flammen um. Der Rauch der Feuer auf der Insel beeinträchtigte um den 10. Januar die Luftqualität in den Städten Adelaide, Port Augusta, Whyalla und Port Pirie stark.

### Queensland (QLD)

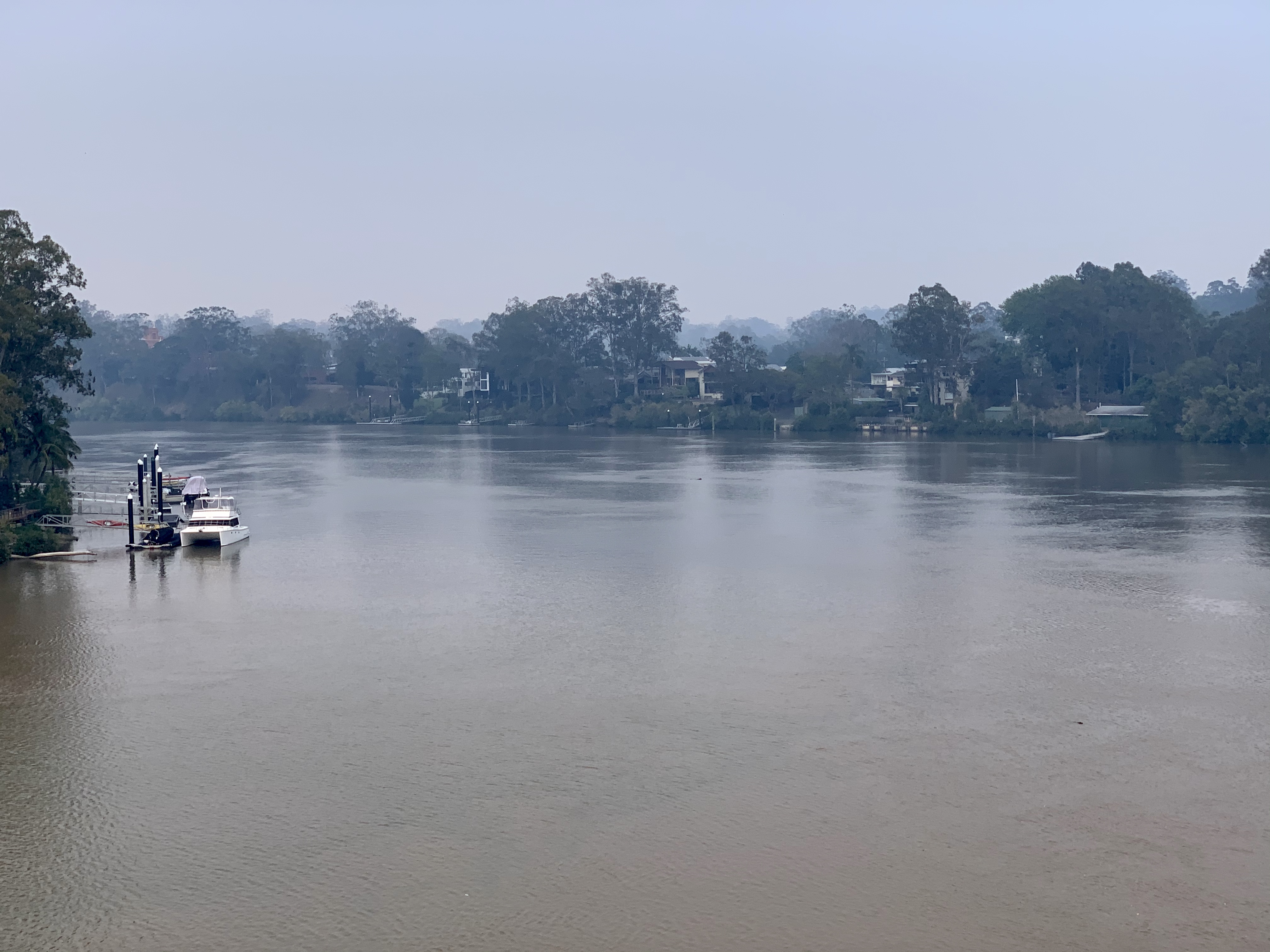
Brisbane River unter einer Rauchdecke, November 2019

Ausdehnung 25.000 km² (inklusive Steppenbrände), zeitweise brannten über 75 Feuer, 45 Wohnhäuser und 58 Schuppen brannten ab.
Besonders betroffen waren die Sunshine Coast, der Ravensbourne-Nationalpark und u. a. der Ort Bundamba. Am 9. November wurde in 42 Bezirken Queenslands der Feuernotstand ausgerufen. Der Rauch der Feuer verursachte starke Luftverschmutzung mit kritischen Werten in Brisbane.
Weite Teile von QLD verzeichneten Mitte Januar schwere, intensive Regenfälle mit zahlreichen Überflutungen. Die Feuerwehren wurden vielerorts von ehemaligen Brandherden abgezogen. Zahlreiche Ortschaften waren von der Außenwelt abgeschnitten.

### Western Australia (WA)

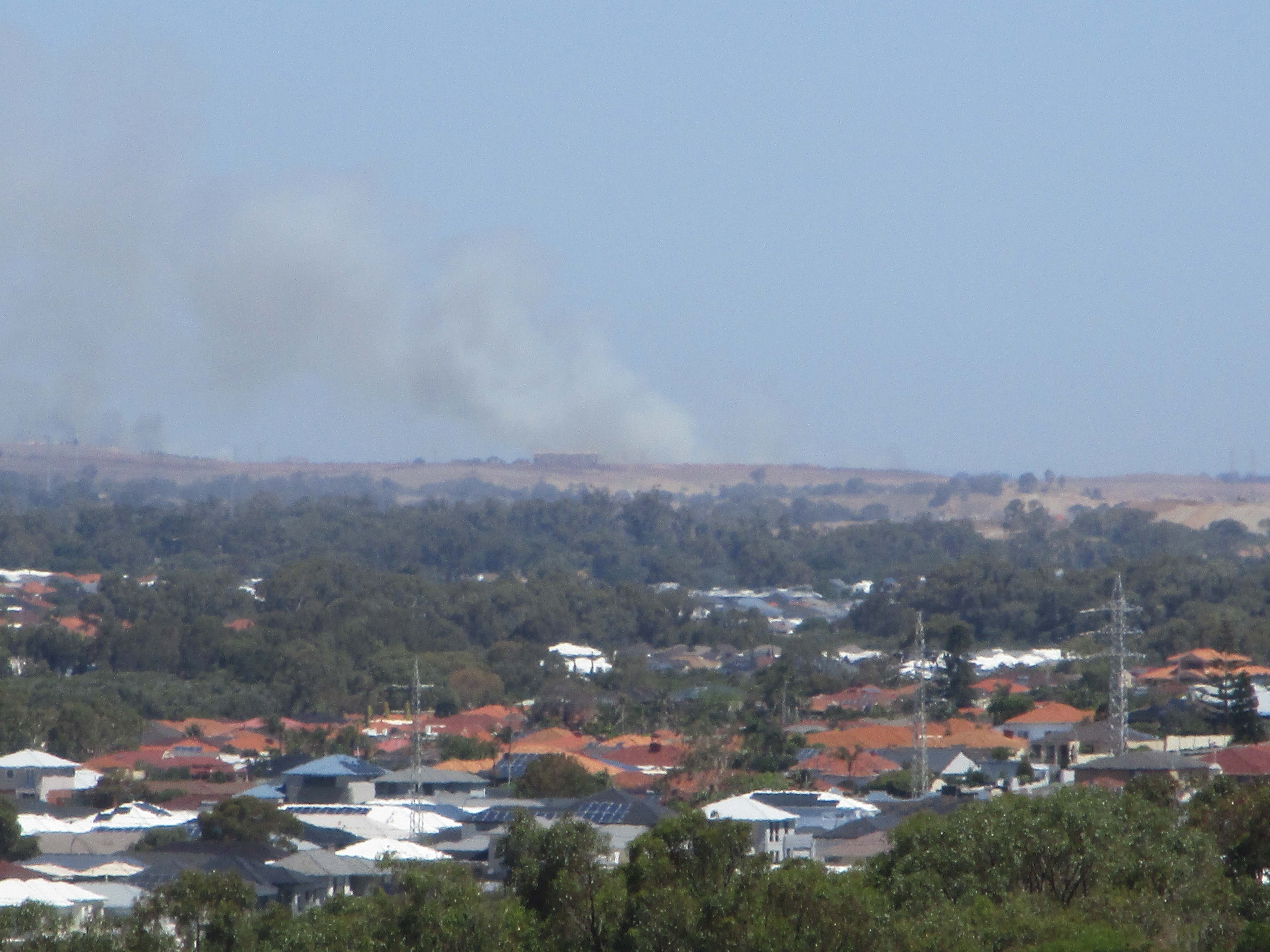
Feuer in der südlichen Vororten von Perth, November 2019

Ausdehnung 22.000 km² (inklusive Steppenbrände), zeitweise brannten über 40 Feuer, ein Haus und zwölf Gebäude brannten ab.
Besonders betroffen waren Geraldton, der Yanchep-Nationalpark (hier explodierte eine Tankstelle) sowie der Stirling-Range-Nationalpark. In Caiguna mussten rund 400 Menschen um die Jahreswende aus der Luft versorgt werden, nachdem sie an einem abgelegenen, durch Brände abgeschnittenen Teil eines Highways gestrandet waren.
Ende Januar brannte ein Gebiet sowohl um Rockingham und im Serpentine-Jarrahdale Shire als auch um Mundijong südlich von Perth. Anfang Februar brannte es um den Ort Katanning und an einem Dutzend weiterer Stellen.

### Tasmanien (TAS)

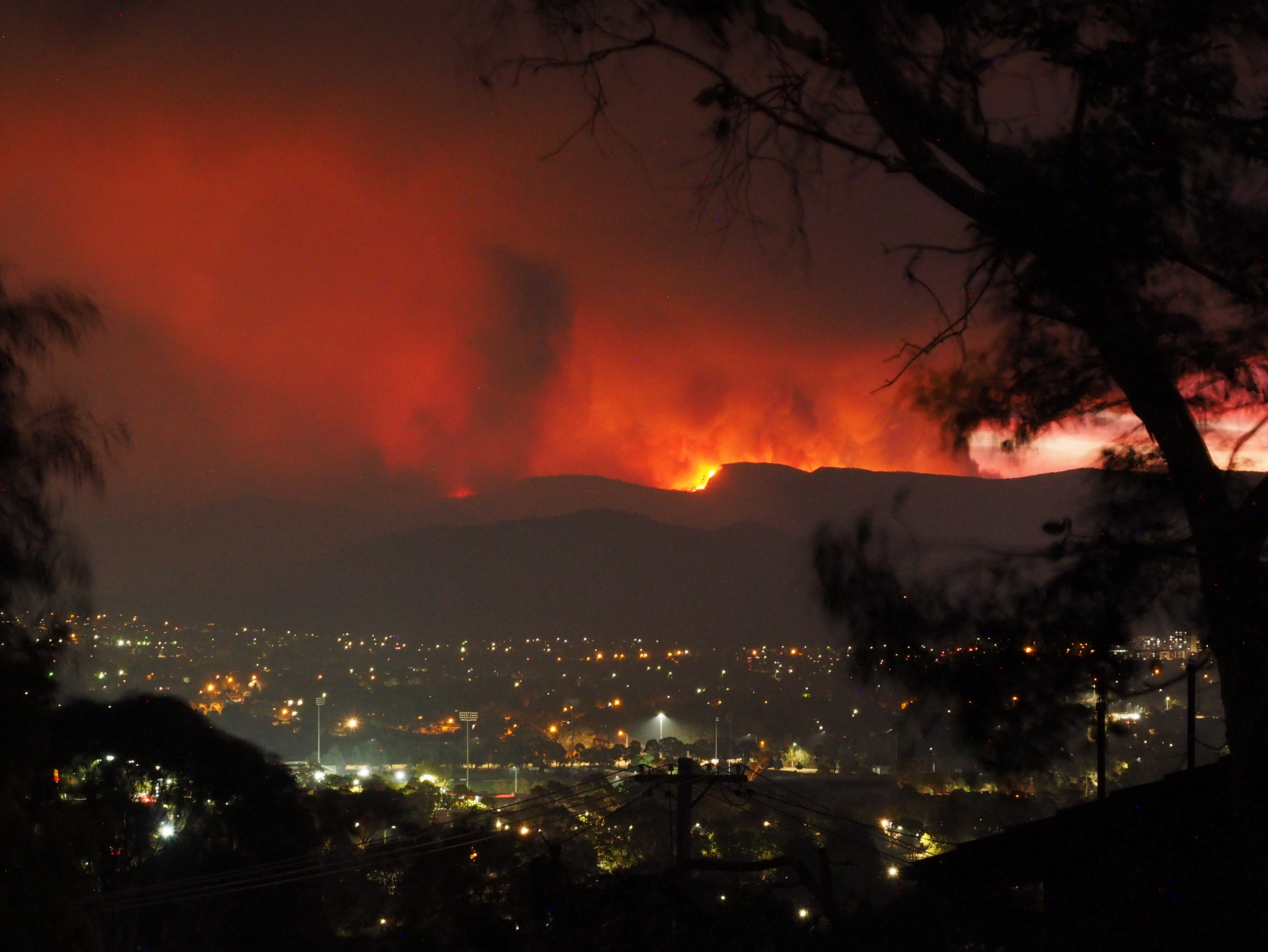
Das Feuer im Orroral Valley (ACT), Januar 2020

Ausdehnung 360 km², zeitweise brannten über 30 Feuer, zwei Wohnhäuser brannten ab.
Betroffen waren besonders die Orte Scamander, Elderslie, Lachlan, Swansea, das Fingal Valley und Pelham.

### Northern Territory (NT)
Ausdehnung 68.000 km²; eine übliche Fläche, auf der in dem Bundesstaat jährlich Steppengestrüpp verbrennt; fünf Wohnhäuser brannten ab.

### Australian Capital Territory (ACT)
Anfänglich gab es in dem Territorium nur kleinere Feuer, jedoch wurde der Alarmzustand ausgerufen. Wegen starker Rauchentwicklung von Feuern in NSW mussten Regierungsbüros, Kindertagesstätten und Museen in Canberra am 5. Januar schließen, Eine Person starb infolge des Rauchaufkommens.
Am 23. Januar kam es bei heißen und bis zu 90 km/h starken Winden zu zahlreichen Feuern in der Region, darunter auch in der Nähe des Flughafens von Canberra, der geschlossen wurde. Mehrere kleine Feuer vereinten sich zu größeren Bränden. Der Alarmzustand wurde ausgerufen. Weiter zum Ende des Monats zog für einige Tage erneut dichter Rauch von Feuern in NSW über die Stadt, hinzu kamen neue Brände im Orroral Valley, die durch einen Militärhubschrauber verursacht wurden. Das Feuer im Orroral Valley verbrannte etwa 35 Prozent des ACT-Gebietes.

## Auswirkungen

### Ökologische Auswirkungen
Vorsichtigen Berechnungen der Universität Sydney zufolge kamen in ganz Australien im gleichen Zeitraum etwa eine Milliarde Tiere (Säugetiere, Vögel und Reptilien, ohne Fledermäuse, Wirbellose, Insekten und Frösche) in den Flammen um. Unter anderem wird geschätzt, dass bis dahin von den etwa 80.000 in Australien lebenden Koalas etwa 33.000 ums Leben kamen. Im Macleay River kam es zu einem Massensterben von geschätzt mehreren Hunderttausend Fischen, nachdem Asche in den Fluss gespült wurde. Mehr als 20 Prozent der Waldgebiete des Landes brannten ab. Der WWF schätzte im Juli 2020, dass zwischen August 2019 und März 2020 etwa drei Milliarden Tiere in den Feuern umgekommen waren oder aus ihrem Lebensraum vertrieben wurden. Am stärksten sollen demnach Reptilien betroffen sein.

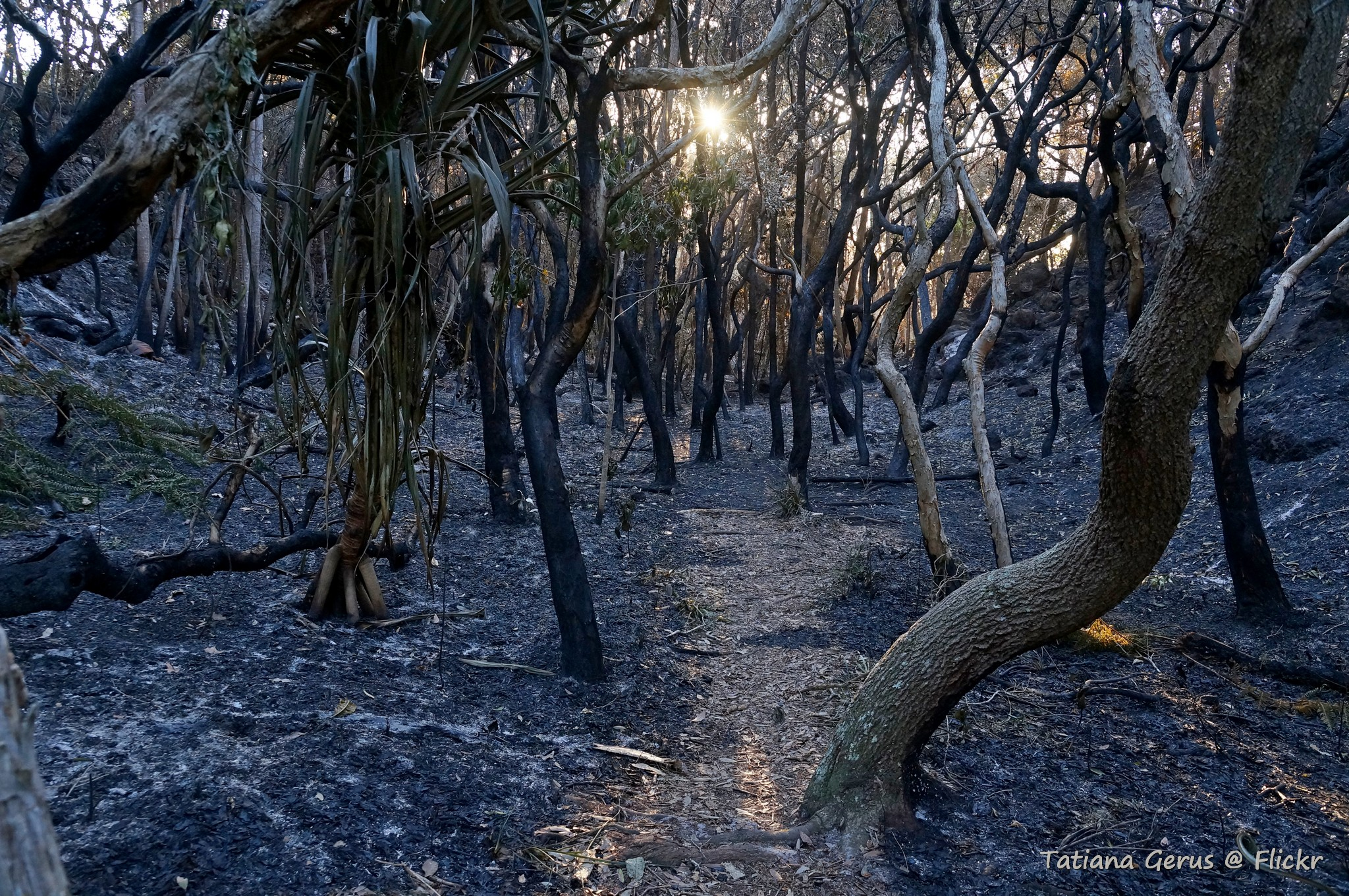
Nach dem Feuer in Yamba (NSW), September 2019

Durch den Verlust ihres Lebensraums und ihrer Nahrungsquellen erwartet das Umweltprogramm der Vereinten Nationen einen weiteren Verlust von überlebenden Tiere. Brendan Wintle von der Universität Melbourne erklärte, dass die Brände zur Ausrottung einiger gefährdeter Arten führen können.
Michael Clarke von der La Trobe University in Melbourne sagte: „Das Nachwachsen der Vegetation hängt vom Niederschlag ab, und der ist unvorhersagbar geworden. […] Wir sehen drei große Veränderungen“: Es gebe häufiger Brände, sie würden heftiger und das räumliche Ausmaß der Feuersbrünste nehme zu, was die Fähigkeit der Tierwelt vermindere, sich wieder zu erholen. Gemäß Christopher Dickman von der Universität Sydney fehle es in der verbrannten Natur den Tieren an Nahrung und Schutz vor Regen oder sengender Sonne. Zudem könnten sie sich nicht vor Räubern wie verwilderten Katzen und Füchsen verstecken. Nach Angaben der australischen Sektion des World Wide Fund For Nature (WWF) werden viele verbrannte Wälder Jahrzehnte benötigen, bis die Bäume wieder eine ausreichende Größe erlangen um Tieren Lebensraum zu bieten. Für eine vollständige Erholung veranschlagte Dickman ein Jahrhundert, der WWF mindestens zwei Jahrhunderte, manche Wälder seien jedoch unwiederbringlich verloren. Das volle Ausmaß der Schäden könne aber erst nach dem Ende der Feuer abgeschätzt werden. Hingegen gelang es Feuerwehrkräften, den weltweit einzigen bekannten und aus nur circa 200 Bäumen bestehenden Wollemien-Bestand durch Einsatz von Hubschraubern und Bodenkräften weitestgehend vor der Vernichtung durch die Feuer zu bewahren.

### Ökonomische Auswirkungen

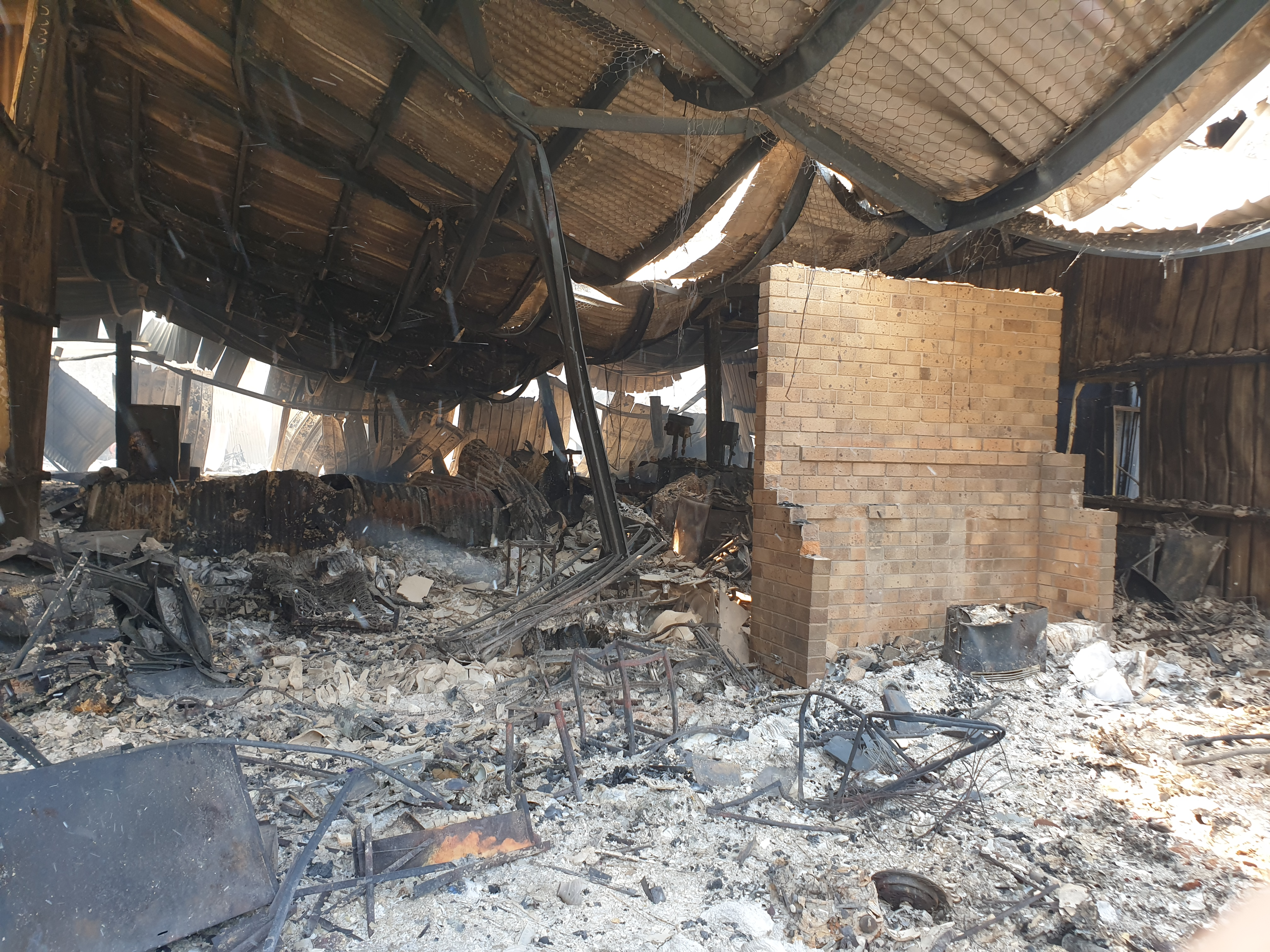
Ausgebrannter Schuppen in Hillville (NSW), 14. November 2019

Etwa 5.900 Gebäude inklusive 2.800 Wohnhäuser fielen den Flammen zum Opfer; am 13. Januar belief sich die Zahl der den Versicherern gemeldeten Feuerschäden auf 10.550, mit Ansprüchen in Höhe von 939 Millionen A$. Versicherer sehen deutlich Hinweise dafür, dass der Klimawandel ein Risikofaktor für große Buschfeuer ist.
Der wirtschaftliche Schaden wurde auf von zwischen 1,5 und 2,5 Milliarden A$ (SGS Economics & Planning) über 4,4 Milliarden A$ (Moody’s) bis hin zu 5 Milliarden A$ (Westpac) geschätzt.
Deloitte Access Economics berechnete für den Australian Business Roundtable for Disaster Resilience & Safer Communities den durch Feuer entstandenen materiellen Schaden auf 103 Milliarden A$ und den immateriellen Schaden auf 127 Milliarden A$. Der Ökonom John Quiggin von der University of Queensland lag mit seiner Schätzung für den materiellen Schaden bei 100 Milliarden A$.
Das Finanzunternehmen AMP prognostizierte, dass die Feuer das Wirtschaftswachstum des Landes insgesamt spürbar beeinträchtigen werden. Es könne um 0,25 bis ein Prozent niedriger ausfallen, im Extremfall entspräche das 13 Milliarden A$.
Sally Auld, Chefökonomin des US-amerikanischen Finanzhauses JPMorgan, stellte fest, dass die direkten negativen Auswirkungen derartiger Katastrophen auf das Bruttoinlandsprodukt (BIP) hauptsächlich durch Produktionsverluste sowie durch Beeinträchtigung der Infrastruktur und des Produktivkapitals entstünden. Die meisten Brände seien jedoch in Gebieten aufgetreten, die keinen erheblichen Produktionsbeitrag zum Bruttoinlandsprodukt leisteten und daher das Wirtschaftswachstum Australiens nicht beeinträchtigen dürften. Shane Oliver von AMP schätzte, dass der Flächenbrand das Bruttoinlandsprodukt um bis zu 0,25 Prozentpunkte absenken könnte.
In der Landwirtschaft gingen 46.000 Nutztiere durch die Feuer verloren. 30 Prozent der Schaf- und 20 Prozent des Rinderbestandes sind entweder direkt oder teilweise von den Bränden betroffen. Mehr als 4.600 Bienenstöcke wurden vernichtet, weitere 23.000 erlitten erhebliche Verluste. Fast der ganze Jahrgang 2020 der Weinernte in und um Canberra gilt wegen der starken Rauchentwicklung der Buschfeuer als verseucht, zudem wurde ein Drittel der Weinernte in den Adelaide Hills zerstört.
Der Touristikverband Australian Tourism Industry Council teilte mit, dass die Buschfeuer die nationale Touristikbranche bereits „Hunderte von Millionen“ A$ gekostet hätten. Zudem hätte der Eindruck, dass „das ganze Land brenne“, die Marke Australien international beschädigt. In den ersten zwei Wochen des Jahres 2020 seien die internationalen Buchungen um 20 bis 30 Prozent zurückgegangen, die Zahl der Anfragen für Reisen nach Australien sei um fast 40 Prozent zurückgegangen. Besonders Besucher aus umsatzstarken Märkten wie den Vereinigten Staaten, Großbritannien, Kanada, Deutschland, Frankreich und China seien dem Land ferngeblieben. Der Verlust der Industrie im Jahr 2020 wird von dem Verband auf 4,5 Milliarden A$ prognostiziert. Die Geschäftsführerin der Behörde Tourism Australia Phillipa Harrison sagte: „Wir wollen nicht beschönigen, dass die Buschfeuer verheerend und tragisch waren, aber das Problem besteht jetzt darin, potenziellen Besucher Australiens die richtige Information zu geben, nämlich dass der größte Teil Australiens nicht von den Bränden betroffen ist. […] Reisen sie mit Zuversicht nach Australien, es ist sicher.“ Ein Video der Behörde vom Januar ist betitelt Visit Australia in 2020 - They’re Open for Business und beinhaltet die von gewöhnlichen Australiern gesprochene Botschaft: „Unsere Türen stehen offen. Wir würden uns freuen, Sie hier zu sehen“.
| Industrie      | Beschäftigte | Wert in Milliarden A$ | Umfang / Nachweise | Anteil BIP in Prozent |
| -------------- | ------------ | --------------------- | ------------------ | --------------------- |
| Tourismus      | 660.000      | 60,8                  | gesamt             | 3,1                   |
| Landwirtschaft | 284.600      | 10                    | gesamt             | 2,46                  |
| Kohle          | 38.000       | 67                    | nur Export         | 3,5                   |
| Eisenerz       | 53.000       | 63                    | nur Export         | 3,3                   |

### Auswirkungen auf die Umwelt
Bis zur australischen Buschfeuersaison 2019–2020 verhielten sich die Wälder Australiens klimaneutral, indem sie das durch Brände freigesetzte klimawandelverursachende Treibhausgas Kohlenstoffdioxid im Wesentlichen wieder aufnahmen. Wissenschaftler der Global Fire Emissions Database schätzten im Januar 2020, dass durch die Brände 2019/2020 etwa 900 Millionen Tonnen Kohlenstoffdioxid in die Erdatmosphäre gelangten, eine deutlich höhere Schätzung als die der NASA. Im September 2021 konnten durch Satellitendaten die Menge relativ genau bestimmt werden: die klimawandelverstärkten Brände setzten demnach ~715 Millionen Tonnen CO2 frei.
Zum Vergleich: Stromerzeugung, Verkehr, Landwirtschaft und Industrie Australiens setzen von März 2018 bis März 2019 etwa 540 Millionen Tonnen Kohlenstoffdioxid frei; im Jahr 2018 emittierten Verkehrsflugzeuge weltweit 918 Millionen Tonnen.  Die Emissionen der Brände übertrafen die normalen jährlichen Emissionen Australiens durch Buschfeuer und fossile Brennstoffe um ca. 80 %.
Die durch die Buschfeuer gestiegenen Treibhausgasemissionen Australiens werden 2020 zu dem höchsten jährlichen Anstieg des weltweiten Kohlendioxidgehalts in der Erdatmosphäre seit Beginn der Messungen im Jahr 1958 und damit zur weiteren globalen Erwärmung beitragen, wodurch sich die Wahrscheinlichkeit wiederkehrender „Megafeuer“ erhöht, welche wiederum durch steigende Intensität und Häufigkeit weitere Emissionen freisetzen werden. Das Umweltprogramm der Vereinten Nationen sieht hierin „eine zutiefst beunruhigende Klima-Rückkopplung“. Der Klimaforscherin Ina Tegen vom Leibniz-Institut für Troposphärenforschung in Leipzig zufolge wirken die Brände in Australien weltweit auf das Klima ein. Der Rauch dämpfe zwar zunächst die Sonnenstrahlen für einige Wochen; langfristig jedoch verstärke der zusätzliche Ausstoß an Kohlendioxid den Treibhauseffekt. Nach Mark Howden von der Australian National University, Mitglied des Weltklimarats, gibt es zwischen Pflanzen und Klima Rückkopplungen, die sich unmittelbar auf das Risiko für zukünftige Waldbrände auswirken. Bei Trockenheit vermindere sich zum Beispiel der Kühleffekt durch Verdunstung. Bäume geben normalerweise das meiste aus dem Boden aufgenommene Wasser über winzige Poren in ihren Blättern als Wasserdampf wieder ab und kühlen so die Umgebungsluft. Bei Trockenheit käme dieser Prozess ins Stocken, je trockener – desto heißer. Zudem trockne der Boden bei Hitze rascher aus.

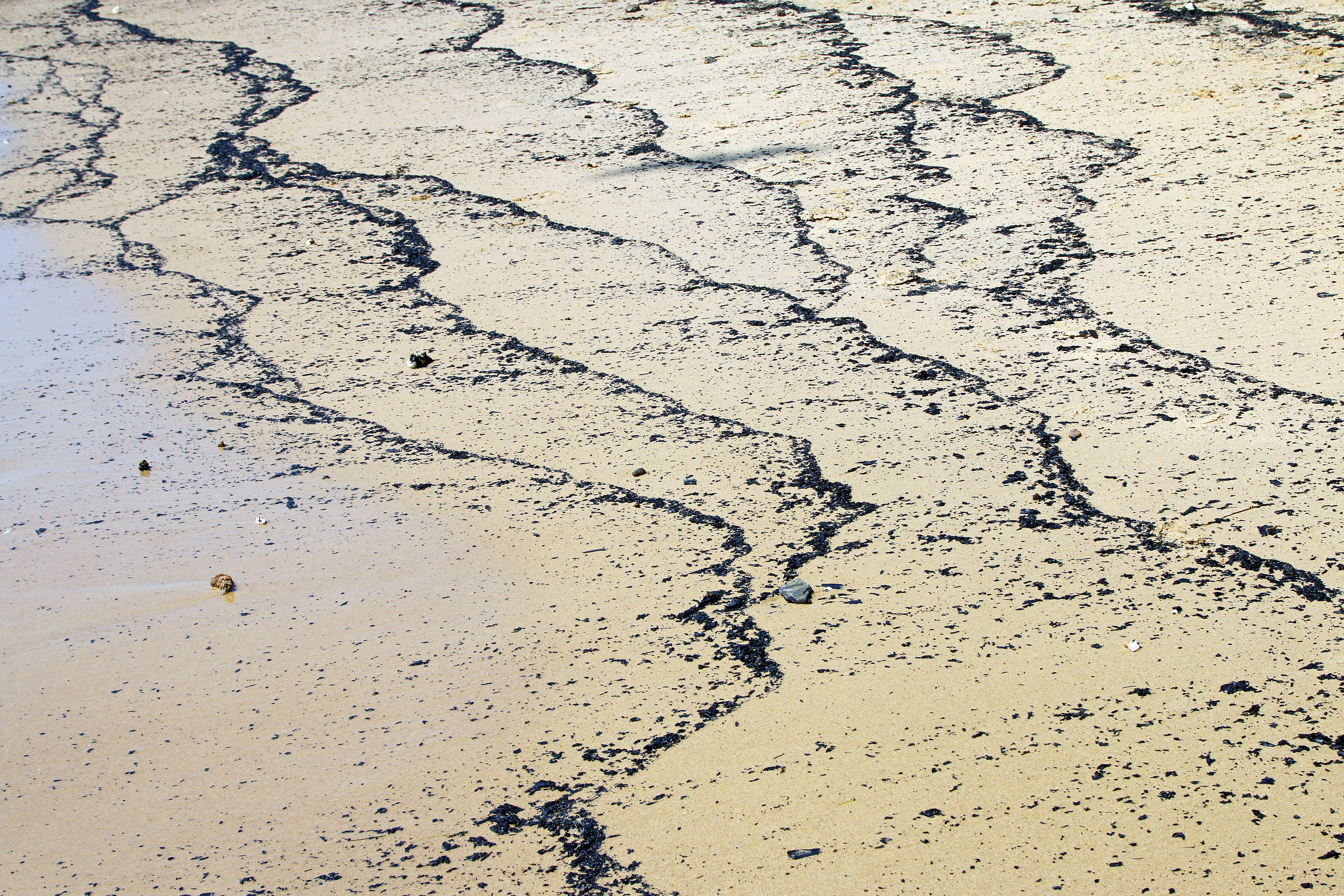
Asche am Strand von Newcastle, Dezember 2019

Durch Brände verursachte Asche und andere Rückstände verteilten sich mit dem Wind in der Landschaft oder im Meer. So landeten große Mengen Asche an Australiens Stränden, in Trinkwasserspeichern und Wasserfassungen. Stauseen liegen in der Regel in bewaldeten Gebieten und sind daher besonders anfällig für Verschmutzung durch Asche, die Nährstoffe wie Stickstoff und Phosphor enthält. Erhöhte Konzentrationen von Nährstoffen stimulieren das Wachstum von Cyanobakterien, die eine Reihe von Problemen für die Qualität des Trinkwassers mit sich bringen, darunter schlechter Geschmack, Geruch und toxische Chemikalien. So ist zum Beispiel der Warragamba-Staudamm außerhalb von Sydney ein Grund zur Besorgnis, dessen Einzugsgebiet zu 80 bis 90 Prozent verbrannt ist. Der Damm versorgt 3,7 Millionen Menschen mit Wasser. Im Januar wurden hier zwei Schlickvorhänge in Betrieb genommen, die Material wie Schluff und Asche auffangen sollen.

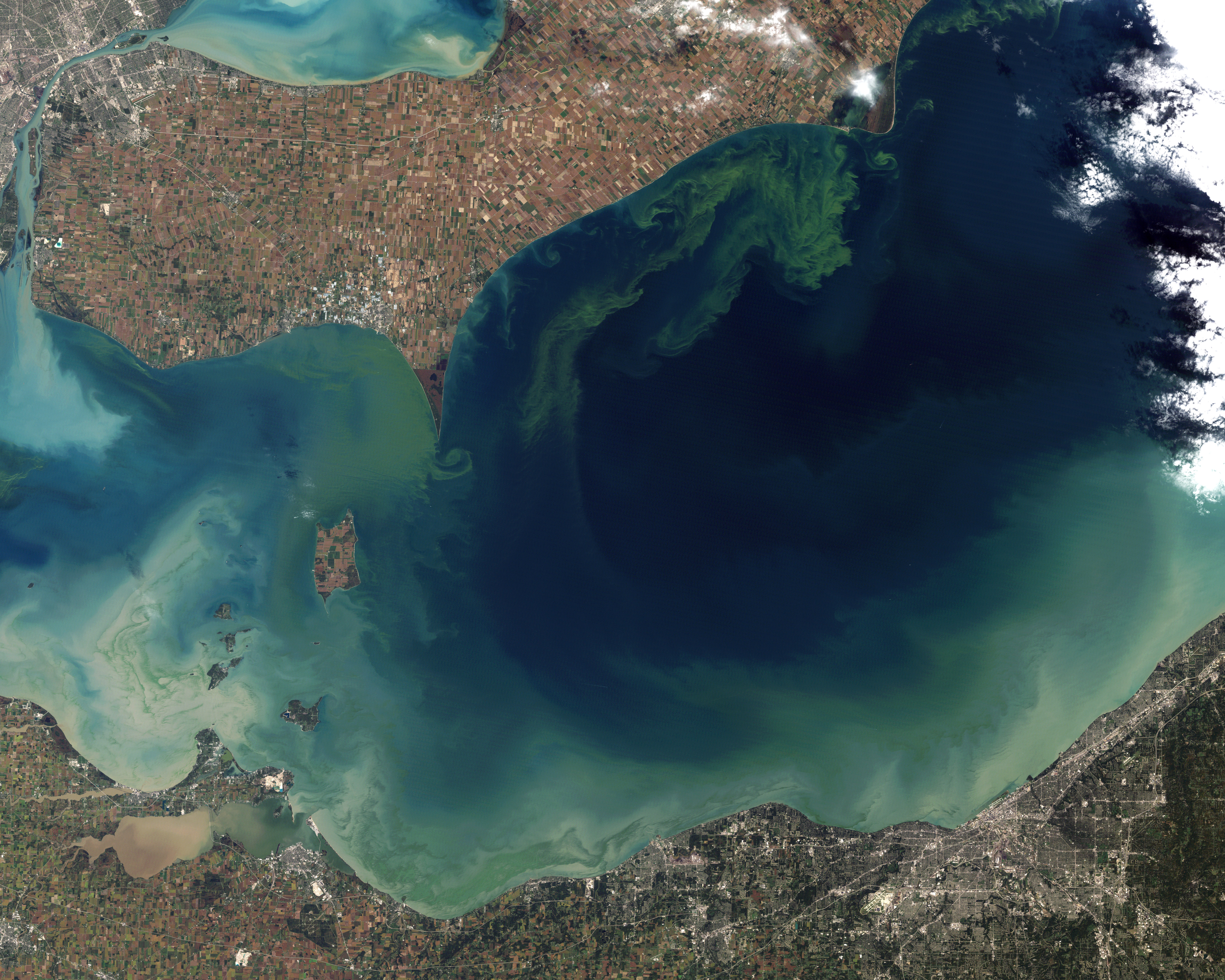
Eine Algenblüte

Durch die starken Regenfälle im Januar gelangten die Nährstoffe verbrannter Böden in Bäche und Flüsse; ins Meer gefallene Asche setzte diese Stoffe hier frei und düngte damit Wasserpflanzen und Algen. Die zusätzlichen Nährstoffe können in Maßen von Nutzen sein, zu viel hingegen führt zu einer Überdüngung und übermäßigem Algenwachstum. Wachsende Algen absorbieren Sauerstoff aus dem Wasser, wodurch Fische und andere Wasserlebewesen ersticken. Erfahrungen aus anderen Feuerkatastrophen zeigen, dass eine Überdüngung des Meeres zur Vermehrung von Plankton führen und so Korallenriffe erstickten kann. 2021 bestätigten Wissenschaftler anhand von Satellitendaten, dass die Brände eine große Planktonblüte verursachten. Dieser Feedbackeffekt erhöhte zwar die Menge CO2, die der Ozean absorbierte – schätzungsweise etwas mehr als 152±83,5 Millionen Tonnen – konnte die ~715 Millionen Tonnen CO2, die die Brände ausstießen, jedoch bei weitem nicht ausgleichen. 
Der von den Bränden verursachte Rauch konnte zeitweise noch in Neuseeland und Südamerika wahrgenommen werden.
Mit dem Rauch der Feuer kam Asche nach Neuseeland, die sich über die auch im Sommer schneebedeckten Gletschergebiete des Landes verteilte und sie karamellfarben erscheinen ließ. Weißer Schnee hat ein hohes Rückstrahlvermögen und reflektiert das Sonnenlicht relativ stark. Je dunkler die Farbe des Schnees ist, desto mehr nimmt das Rückstrahlvermögen ab und desto mehr Wärme absorbieren die Gletscher. Nach Andrew Mackintosh von der Monash University in Melbourne hat die abgelagerte Asche das Potential, die Rate der Gletscherschmelze in Neuseeland in dieser Saison um 20 bis 30 Prozent zu erhöhen, wobei die Auswirkungen nicht viel länger als ein Jahr anhalten dürften. Seit den 1970er Jahren haben die Gletscher aufgrund der Erderwärmung bereits ein Drittel ihres Schnee- und Eisvolumens verloren.
Der Rauch der Buschbrände überquerte den Pazifischen Ozean über 11.000 Kilometer bis nach Chile, wo Rauchpartikel den wolkenlosen Himmel über Zentral-Chile ergrauen ließ. In Argentinien war der Rauch vom südlichen Patagonien bis in die zentralen Provinzen Córdoba und Buenos Aires in einer Höhe von rund 5000 Metern sichtbar. Danach zog er weiter auf den Atlantischen Ozean und erreichte Südafrika. Im Januar hatte der Rauch die Erde umrundet und war nach Australien zurückkehrt.

### Auswirkungen auf die Gesundheit

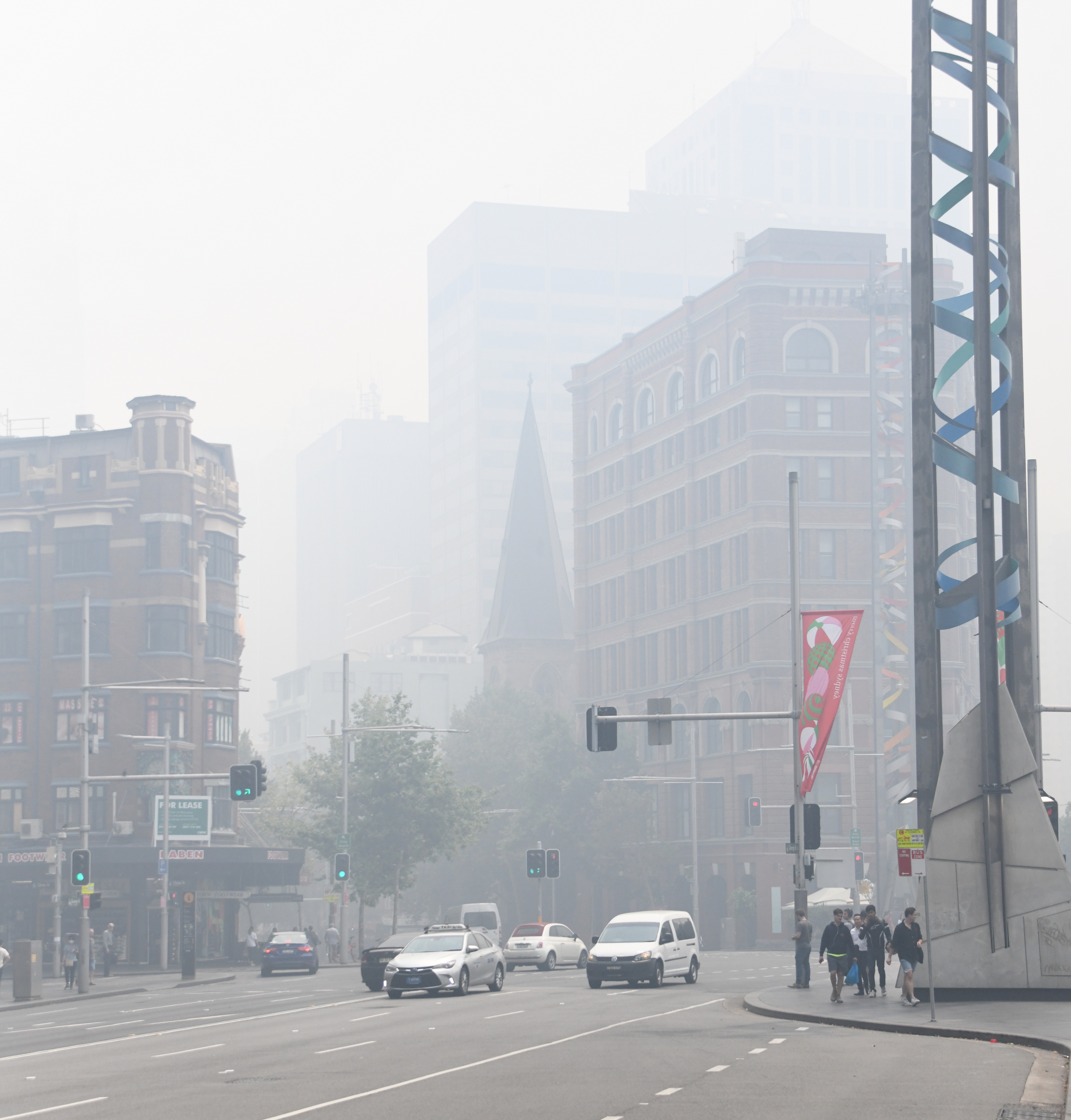
Rauchschleier in Sydney, Dezember 2019

Durch die Brände kam es in weiten Teilen des Landes infolge des Rauches zu einem starken Anstieg der Luftverschmutzung, von der 80 % der Australier betroffen waren. Dem Untersuchungsausschuss zufolge mussten aufgrund von Rauchfolgen mehr als 4.700 Menschen im Krankenhaus behandelt werden, davon 1.373 in der Notaufnahme. Mehr als 445 Menschen starben an den Folgen der von den Bränden verursachten Luftverschmutzung. Im Januar maß Canberra den schlechtesten Luftqualitätsindex aller Großstädte weltweit. An einem anderen Tag vermeldete Melbourne die schlechteste Luftqualität weltweit. In Sydney wurden die Bewohner angewiesen, aufgrund des gesundheitsschädlichen Niveaus der Luftverschmutzung ihre Wohnungen möglichst nicht zu verlassen und bei Bedarf medizinische Hilfe in Anspruch zu nehmen. Die Luft in der Stadt beinhaltete zeitweise 734 Mikrogramm Feinstaub pro m³, was dem Rauch von 37 Zigaretten entsprach.
In New South Wales und Victoria stieg die Zahl von Atemnotfällen wie Asthmaattacken Anfang Januar um etwa 50 Prozent an. Das Gesundheitsministerium von New South Wales verteilte mehr als eine Million Atemschutzmasken in betroffenen Gebieten. Im Dezember 2019 erklärten Ärzteverbände in einer Stellungnahme, dass die Rauchbelastung einen Gesundheitsnotfall darstelle.
Die Brände verursachten nicht nur körperliche Schäden; viele Menschen wurden durch Erfahrungen wie Notfallevakuierung und den Verlust von Häusern, Haustieren, Habseligkeiten, Vieh oder anderen Lebensgrundlagen psychisch traumatisiert. So konnten Bewohner einiger Gemeinden Aufforderungen zur Evakuierung nicht rechtzeitig Folge leisten, da zum Beispiel Stromausfälle Tankstellen außer Betrieb gesetzt hatten; andere saßen bedingt durch Highway-Sperrungen in Hochrisikogebieten fest oder waren gezwungen, sich an Stränden und auf Booten in Sicherheit zu bringen, wo sie mit ihren Kindern die Nacht verbrachten und währenddessen Zeuge beispielloser Feuerstürme wurden. Gemäß dem Umweltprogramm der Vereinten Nationen können durch derartige Erfahrungen nachhaltige Auswirkungen auf die psychische Gesundheit von Bewohnern betroffener Gemeinden erwartet werden. 10,6 Millionen Australier, also mehr als die Hälfte der australischen Erwachsenen, waren besorgt um ihre eigene Sicherheit und die ihrer Familie oder Freunde.
Brett McDermott, Kinder- und Jugendpsychiater sowie ehemaliger Vorsitzender der unabhängigen australischen Non-Profit-Organisation Beyond Blue, die sich mit Depressionen, Selbstmord, Angststörungen und anderen psychischen Störungen befasst, meinte im Januar, dass viele Betroffene in den Monaten nach den Feuern psychische Erkrankungen entwickeln würden. Dann müssten Australier ihr kollektives Bewusstsein für Anzeichen und Symptome emotionaler Erkrankung schärfen. Die frühzeitige Erkennung der Symptome sei entscheidend für die Bereitstellung angemessener Unterstützung.

### Auswirkungen auf das kulturelle Erbe
Die Buschfeuer haben zahlreiche archäologische Stätten zerstört. Jahrtausende alte Felsbilder sind unter der enormen Hitze abgeplatzt. Die Bestandsaufnahme gestaltet sich schwierig.

## Reaktionen der australischen Politik

### Bundesregierung

#### Liberal Party of Australia

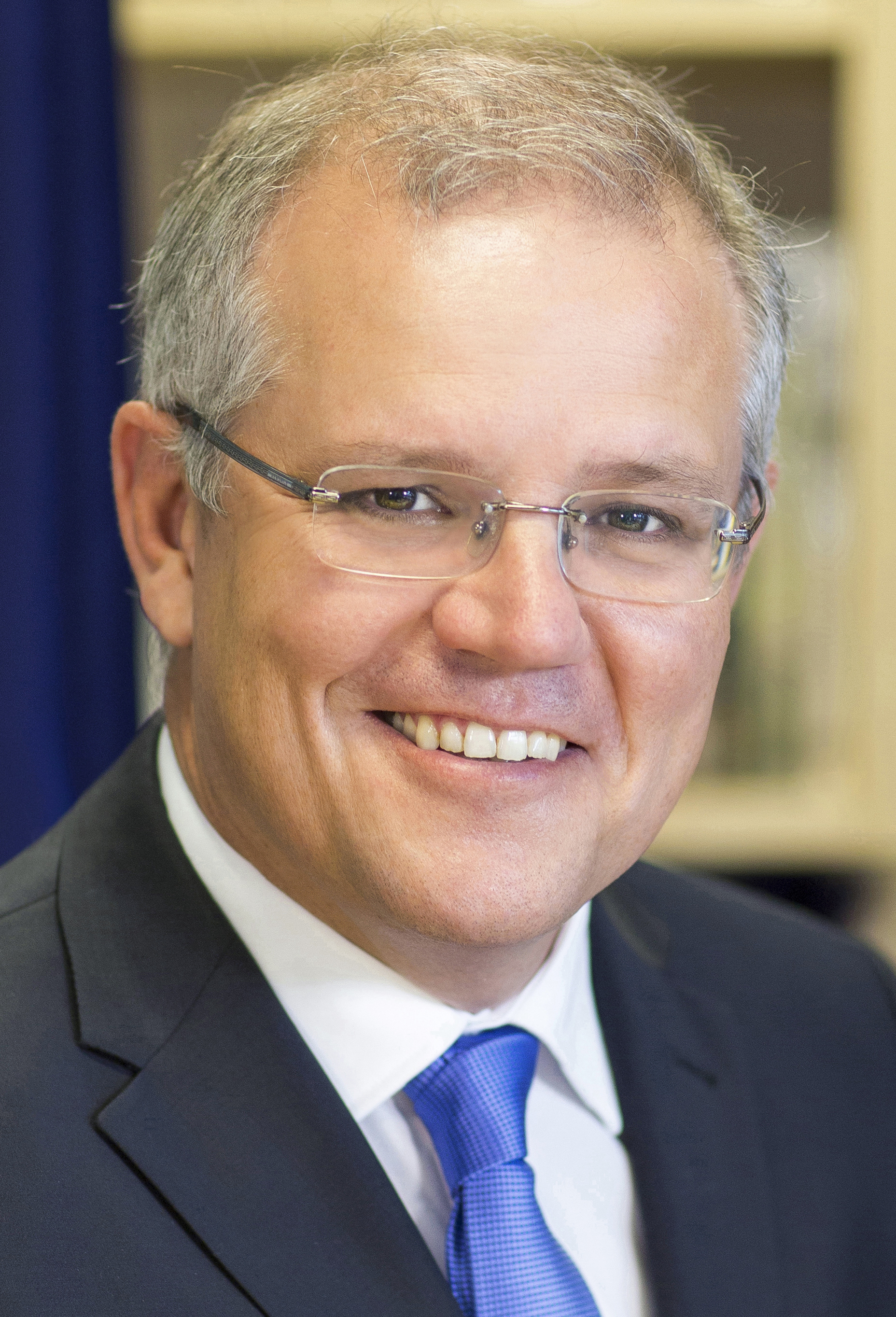
Premierminister Scott Morrison

Premierminister Scott Morrison von der Liberal Party of Australia, der als Klimaskeptiker gilt, stand während der Buschfeuer stark unter Kritik, nachdem er die Bedrohung durch den Klimawandel und den Anteil des Kohlebergbaus in Australien (Australien ist der zweitgrößte Kohleexporteur weltweit) daran verharmlosend dargestellt hatte. Es gebe „keinen glaubhaften Beweis“ für einen Zusammenhang zwischen der Klimakrise und den Buschfeuern. Stand der Forschung ist hingegen, dass die globale Erwärmung einen klaren Einfluss auf derartige Extremereignisse hat. So hielt der Weltklimarat IPCC bereits in seinem 2007 erschienenen vierten Sachstandsbericht fest, es sei mit 99- bis 100-prozentiger Wahrscheinlichkeit „nahezu sicher“, dass Hitzewellen und Feuer in Australien an Intensität zunehmen und häufiger auftreten werden.
Morrison lehnte jedoch „unbesonnene“ Forderungen nach Einschränkungen für die Kohleindustrie und Änderungen an den derzeitigen Klimazielen Australiens ab. In dem Übereinkommen von Paris hatte sich Australien zu einer Verringerung von Kohlenstoffemissionen bis 2030 um 26–28 Prozent gegenüber dem Niveau von 2005 verpflichtet. Zur Erfüllung dieser Ziele nimmt das Land – als einziges der Erde – sogenannte „carryover credits“ (Übertragsgutschriften) in Anspruch, wobei es sich die Summe des Kohlendioxids, die es unter einer früheren Verpflichtung eingespart hatte, auf die Ziele 2030 anrechnen lassen will. Der Ausstoß soll so bis 2030 um 695 Mega-Tonnen verringert werden; 367 Mega-Tonnen davon – rund die Hälfte der Einsparung – sollen aus den Gutschriften stammen.
Australien verdient mit dem Kohleexport rund 45 Mrd. Euro pro Jahr, es existieren enge Verbindungen zwischen der Kohleindustrie und der Regierung Morrison. Australien stand bei seiner Bewertung im Klimaschutz-Index an 57. Stelle und belegte damit einen der hinteren Plätze. Die Regierung Morrison wurde hierin als „eine zunehmend regressive Kraft“ bezeichnet. Morrison erklärte: „Australien und die australische Regierung werden ihre Politik an unseren nationalen Interessen ausrichten. Wir werden in Australien das tun, von dem wir denken, es ist richtig für Australien.“ Er sei nicht dafür da, „die Menschen in Übersee zu beeindrucken“.
Schon zu Beginn der Brände hatte eine Gruppe aus ehemaligen Führungskräften der Feuerwehr aus verschiedenen Bundesstaaten den Premierminister kritisiert, der nach ihren Angaben ihre Warnung vor der nahenden Katastrophe und den Hinweis auf den Bedarf an Löschflugzeugen ignoriert hatte. Morrison habe ein Treffen mit ihnen abgelehnt, weil seine Regierung „grundsätzlich nicht gerne über den Klimawandel“ spreche. Morrison geriet unter politischen Druck, als er Fragen über einen Zusammenhang zwischen der Untätigkeit der Regierung bei der Bekämpfung des Klimawandels und den Buschbränden auswich. Letztendlich räumte er ein, dass der Klimawandel zu den Buschbränden beigetragen habe.
Der Premierminister geriet im Dezember 2019 weiter unter Druck, als er während der Buschfeuer mit seiner Familie auf der Inselkette Hawaii Urlaub machte und die Reise durch sein Büro auch auf Nachfrage von Journalisten leugnen ließ. Morrison entschuldigte sich später für den „Ärger, den sein Urlaub bei vielen Australiern verursacht“ habe und reiste nach Sydney zurück. Zahlreiche Medien hatten ihre Schlagzeilen in Anlehnung an Morrisons Tourismus-Slogan aus seiner Zeit als Leiter von Tourism Australia mit ScoMo, Where the Bloody Hell Are You? (ScoMo, wo zur Hölle steckst Du?) betitelt.
Morrison wurde weiter kritisiert, als er Entschädigungen für den Einkommensausfall freiwilliger Feuerwehrleute beim Einsatz ablehnte. Allein in New South Wales besteht die Feuerwehr zu 90 Prozent aus Freiwilligen. Er lenkte später ein und stimmte Entschädigungen zu. So erhalten Freiwillige nun unter bestimmten Bedingungen steuerfrei 300 A$ pro Tag bis zu einer Gesamthöhe von 6000 A$.
Der Premierminister kündigte am 5. Januar die Gründung einer National Bushfire Recovery Agency an, einer Bundesagentur mit der Aufgabe, die von den Buschbränden Betroffenen zu unterstützen. Die Organisation soll zunächst über ein Budget von 2 Milliarden A$ verfügen und unter der Leitung des ehemaligen Commissioners der Australian Federal Police Andrew Colvin stehen. Die Ankündigung der neuen Agentur wurde von einem Video begleitet, das von Morrisons Büro in sozialen Medien gepostet wurde. Hierin wurde die Reaktion der Regierung auf die Brände, einschließlich der Höhe der Mittel für die Feuerlöschausrüstung, detailliert beschrieben. Parodien des Videos machten in den sozialen Medien schnell die Runde, in denen viele die Veröffentlichung als politische Werbung kritisierten, zu einer Zeit, in der Feuerwehrleute vor einem der gefährlichsten Tage an der Feuerfront standen.
Nach der Zwangseinberufung von 3000 Reservisten (der größten in der Geschichte Australiens) zur Unterstützung der Feuerwehren stand Morrison erneut heftig in der Kritik, da die Mobilisierung mit den Feuerwehren des Landes nicht abgestimmt war. Bald darauf veröffentlichte Morrison im Auftrag der Liberal Party ein Video über den Einsatz militärischen Personals und Geräts als Reaktion auf die Buschfeuer, das als unangemessene und unzeitgemäße politische Werbung weithin kritisiert wurde.
Weitere Kritik erhielt die Liberal Party für einen Spenden-Knopf auf ihrer Website, der fälschlicherweise zu einer Spendenseite der Partei führte anstatt zur Website der Buschfeuerhilfe; der Knopf wurde später entfernt.
Bei einem Besuch der von den Bränden heimgesuchten Stadt Cobargo in New South Wales versuchte Morrison zwei Einwohnern des Ortes (darunter ein Feuerwehrmann) die Hand zu schütteln, die sich jedoch weigerten, seine ausgestreckte Hand anzunehmen. Morrison wurde kritisiert, weil er gegen ihren Willen die Hände ergriff und dann schüttelte. Bei diesem Besuch wurde Morrison von einigen der Bewohner des Ortes kritisiert und beschimpft.
In einem im Januar von Piers Morgan durchgeführten Interview mit dem Politiker Craig Kelly von der australischen Liberal Party, der die Ursachen für die Feuer in den hohen Brennstofflasten der australischen Wälder und nicht im Klimawandel verortete, antwortete Morgan: „Der Klimawandel und die globale Erwärmung sind real und Australien zeigt der ganzen Welt gerade jetzt, wie verheerend sie sind. […] Es ist eine absolute Schande, dass führende Politiker in Australien immer noch so zu tun, als gäbe es keine Verbindung.“ Kurz darauf untersagte Morrison den Abgeordneten der Liberal Party internationale Medieninterviews zu geben.
In mehreren Großstädten des Landes kam es am 10. Januar zu Demonstrationen mit mehreren Zehntausend Teilnehmern gegen den kohlefreundlichen Kurs der Regierung. In Interviews zeigte sich Morrison darauf „enttäuscht“, dass Klimapolitik und die Buschbrände in der öffentlichen Debatte „zusammengeworfen“ würden. „Wir wollen keine Ziele und Vorgaben, die Arbeitsplätze und die Wirtschaft zerstören oder beschädigen“, sagte Morrison. Den Vorwurf, dass jemandes Klimapolitik direkt zu einem dieser Brandereignisse beigetragen habe, empfand er als „einfach lächerlich“ und „absurd“.
In einem Interview vom 12. Januar sagte Morrison, dass die Australier nun erwarteten, dass die Bundesregierung und die Verteidigungskräfte direkter auf nationale Notfälle reagieren. Zudem stellte er eine Untersuchungskommission (Royal Commission) in Aussicht, die einen Zusammenhang der Feuer mit dem Klimawandel und das Zusammenspiel der Bundesstaaten betrachten solle, um eine langfristige Strategie gegen die Bedrohung durch weitere katastrophale Brände zu formulieren. Es sei „unstrittig“, dass der Klimawandel „längere, heißere, trockenere Sommer“ verursache, jedoch lehnte er eine Anhebung der Zielvorgaben seiner Regierung nach wie vor ab. Das Kabinett und seine Regierung werde bestehende Maßnahmen weiter entwickeln, um diese Ziele zu erreichen oder zu übertreffen. In einer am gleichen Tag erschienenen Meinungsumfrage hatte Morrison massiv an Zustimmung bei den Wählern verloren und war von Anthony Albanese der Australian Labor Party als bevorzugter Premierminister überholt worden.
Ein Anfang Februar öffentlich gewordener Entwurf für den Umfang der Untersuchung der Kommission beinhaltete auch „die Bedrohung durch den Klimawandel.“
Am 11. Februar legten Dutzende von Überlebenden der Buschfeuer aus verbrannten Trümmern ihrer Häuser eine „Spur der Zerstörung“ (trail of destruction) vom Parlamentsgebäude bis zu den Büros der Bergbau-Lobbygruppe in Canberra. In ihrem Protest forderten die Demonstranten die Politik auf, ihre Verbindung mit der Kohleindustrie zu lösen.

#### National Party of Australia
Michael McCormack, stellvertretender Premierminister und Koalitionspartner von der National Party of Australia (Vertreter meist ländlicher Wählerschaft), nannte im November 2019 Klimakritiker „völlig irre Städter“, die es wagten, den Klimawandel mit den Buschfeuern in Verbindung zu bringen. Die von den Bränden Betroffenen bräuchten jetzt „Verständnis und echte Hilfe“ wie „eine Unterkunft“ und nicht das „Geschwätz einiger reiner, erleuchteter, linker Greenies aus der Hauptstadt […]“.
Barnaby Joyce, Vorsitzender der National Party bis 2018 und ehemaliger Vizeregierungschef, meinte kurz darauf, dass zwei der Brandopfer im gleichen Monat „wahrscheinlich“ Wähler der Australian Greens gewesen seien. In Anspielung auf die Aktivistin Greta Thunberg kommentierte er: „Ich will nicht von kreischenden Skandinaviern hören, wie ich mit Buschfeuern umgehen soll. Das ist so, als würde ich Norwegen mit einem Bericht über Eisberge versorgen.“

### Opposition

#### Australian Labor Party
Der Führer der Opposition Anthony Albanese von der Australian Labor Party war im Dezember der Ansicht, dass Australien weiterhin Kohle exportieren und gleichzeitig eine starke Klimapolitik betreiben könne. Die Einstellung der australischen Kohleexporte würde lediglich dazu führen, dass andere Länder ihre Lieferungen erhöhen würden. Im Januar betonte er, dass der Klimawandel eine Rolle in der jüngsten Buschfeuerkrise spiele, als „einer von mehreren Faktoren“. Er empfahl eine Orientierung an den Forschungsergebnissen von Wissenschaftlern und Experten. Sein Land könne angesichts des Klimawandels den Kopf nicht in den Sand stecken und so tun, als habe der Klimawandel keine Auswirkungen.
Albanese forderte einen Preismechanismus für Emissionen sowie eine Zielsetzung für erneuerbare Energien. Die durch die Brände verursachten wirtschaftlichen und gesundheitlichen Schäden entkräfteten die Ansicht, dass eine Senkung der Emissionen zu teuer sei. Es sei an der Zeit, „dass diejenigen, die jetzt sagen: ‚Oh, der Klimawandel ist Unsinn. Das Handeln gegen den Klimawandel wird uns teuer zu stehen kommen‘ eine Vorstellung über die Kosten des Nicht-Handelns bekommen, denn sie sind astronomisch. Es passiert gerade vor unser aller Augen.“

#### Australian Greens
Adam Bandt, einer der stellvertretenden Vorsitzenden der Australian Greens, führte im November 2019 aus, dass – sollte Australien weiterhin in dem bisherigen Umfang Kohle fördern – das Land damit zur Verschärfung der globalen Erwärmung beitrage, wodurch zukünftige Buschfeuer wahrscheinlicher und intensiver würden. Zuvor hatte das grüne Senatsmitglied Jordon Steele-John dort Kollegen aus der Regierungskoalition als „Brandstifter“ bezeichnet. Bandt beschuldigte die Liberal Party und die Labor Party Kohle mehr wertzuschätzen als Menschenleben. „Kohle schürt die Brände, Kohle schürt die Dürre und Kohle schürt den Rauch über Sydney, Canberra und Brisbane. […] Wenn man keinen Plan zum Kohleausstieg hat, dann hat man keinen Plan, um mit der Klimakrise fertig zu werden. Wir [Australien] haben den Verkauf von Asbest eingestellt und müssen auch den Export von Kohle einstellen“, sagte Bandt im Dezember 2019.
Der Vorsitzende der Greens Richard Di Natale nannte die Behauptung, seine Partei würde Präventivmaßnahmen wie hazard-reduction burning nicht unterstützen, „eine Lüge“. Die Brände 2019/2020 würden aufgrund der „Klimakrise, mit der die Welt konfrontiert“ sei, auf „tragische Weise zur neuen Normalität“.

#### Pauline Hanson’s One Nation
Pauline Hanson, Parteivorsitzende der rechtspopulistischen und islamophoben Pauline Hanson’s One Nation und Mitglied des Australischen Senats, beschuldigte Mitte November 2019 die Australian Greens und Australian Labor Party die Entfachung der „Buschfeuer-Krise“ in Australien mit verschuldet zu haben. „Linksgerichtete“ Parteien hätten mit ihrer Weigerung, Brandreduzierungsmaßnahmen wie die Beseitigung brennbaren Materials im Buschland durchzuführen, zur Ausweitung der Buschfeuer beigetragen. Die globale Erwärmung habe „nichts mit den […] Buschfeuern zu tun“. Die Bereitstellung von 2 Milliarden A$ durch die Bundesregierung zum Wiederaufbau von zerstörten Wohnhäusern nannte sie „erbärmlich“. Falls die von Premierminister Morrison vorgeschlagene staatliche Untersuchungskommission eingesetzt werde, dürfen laut Hanson die Auswirkungen des Klimawandels, den sie nicht leugnet, für kommende Jahrzehnte auf keinen Fall berücksichtigt werden. Sie begründete ihre Auffassung damit, dass selbst die kurzfristigen Wettervorhersagen für die nächsten 7 bis 10 Tage nicht stimmig seien.

## Desinformation

### Im Internet
Der australische Bundesminister für Kommunikation Paul Fletcher appellierte im Januar an die australische Öffentlichkeit, eine „gesunde Skepsis“ gegenüber im Internet veröffentlichten Berichten rund um die Buschfeuer zu zeigen. Grund hierfür war eine Desinformationskampagne auf sozialen Medien, die unter dem Hashtag #ArsonEmergency behauptete, Brandstiftung sei die alleinige Ursache für den australischen Buschbrandnotstand.
Timothy Graham, Experte für soziale Medien von der Queensland University of Technology, analysierte 1500 Tweets von über 300 Nutzerkonten mit dem Hashtag #ArsonEmergency auf Merkmale, die typischerweise mit Bots und Trollen in Verbindung gebracht werden. Seine Ergebnisse legten eine „koordinierte Desinformationskampagne“ nahe, in welcher die Theorie verbreitet wurde, dass allein Brandstifter die Feuer verursacht hätten. Die Angaben waren einem Artikel der Zeitschrift The Australian (News Corp.) entnommen worden, der fälschlicherweise berichtet hatte, 183 Brandstifter seien seit Beginn der Buschfeuersaison verhaftet worden. Tatsächlich wurden nur 24 Personen beschuldigt, absichtlich Brände gelegt zu haben. Gleichzeitig versuche die Kampagne Berichte zu diskreditieren, nach denen der Klimawandel zur Schwere und Länge der Buschfeuer-Saison beigetragen habe.

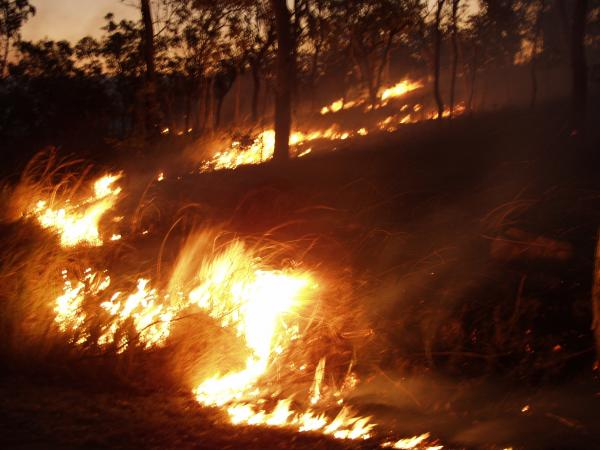
Präventives backburning in Townsville (QLD), 2001

Zahlreiche Posts beschäftigten sich mit der politischen Partei der Australian Greens, die vorgeblich präventive backburning-Maßnahmen verhindert hätten. In der kühleren Jahreszeit ist es in Australien Praxis, im Buschland kontrolliert Feuer zu legen (sog. backburning, auch hazard-reduction burning oder fuel-reduction burning, deutsch auch Vorfeuer), als Präventivmaßnahme zur Verhinderung intensiverer Brände während der Feuersaison. Tatsächlich unterstützen die Greens solche Präventivmaßnahmen, zudem hat die Partei nicht die Möglichkeit zu einer derartigen Blockade, da sie lediglich einen von 151 Sitzen im Australischen Parlament hält. Der ehemalige Feuerwehr- und Rettungskommissar von New South Wales, Greg Mullins, stimmte zu, dass tatsächlich zu wenig Präventivbrände gelegt worden seien, um effektiv größere Buschfeuer in der Saison zu verhindern. Jedoch wies er darauf hin, dass der Klimawandel mit der extremen Dürre, die seit 20 Jahren von abnehmenden Niederschlägen begleitet werde, dazu geführt habe, dass das Zeitfenster für Maßnahmen zur Gefahrenreduzierung sehr klein geworden sei. Durch den Abbau von Forst- und Nationalparkpersonal lägen diese Maßnahmen nun in der Hand freiwilliger Helfer, die hauptsächlich nur an Wochenenden verfügbar seien. Richard Thornton, Leiter des Bushfire and Natural Hazards Cooperative Research Centre, fügte hinzu, dass viele dieser Maßnahmen nicht durchgeführt werden konnten, da die absichtlich gelegten Feuer außer Kontrolle geraten und so Schaden an Eigentum anrichten könnten, zudem würde die wachsende Bevölkerung besonders an den Stadträndern kritischen Mengen von Rauch ausgesetzt. Die Toleranzschwelle der Gemeinden für starken Rauch und mögliche Schäden an empfindlichen Ökosystemen sei sehr niedrig.
Andere über das Internet verbreitete Theorien besagten, die Brände seien absichtlich zur Freilegung von Baugelände zugunsten einer Hochgeschwindigkeitsbahntrasse gelegt worden, der Islamische Staat sei für die Feuer verantwortlich oder die Brände seien bewusst von Klima- und Umweltschützern unter falscher Flagge gelegt worden.
Timothy Graham erläuterte, dass Australien in der Folge der Umweltkatastrophe plötzlich mit Fehlinformationen und übertriebener Polarisierung überflutet werde, die es seinen Bürgern zunehmend erschwere, die Wahrheit zu erkennen. Die Kampagne sei in puncto Größe zwar nicht vergleichbar mit ähnlichen Kampagnen wie etwa zur Präsidentschaftswahl in den USA 2016, aber die bis dato größte in der australischen Geschichte. Ziel sei es, die wissenschaftliche Beleglage zum Klimawandel zu attackieren, um nahezulegen, dass dieser nicht real sei.
Weitere Verwirrung entstand durch die Verbreitung von inkorrekt interpretiertem Bildmaterial, wie zum Beispiel ein vermeintliches Satellitenfoto der Buschbrände, das aus korrekten NASA-Daten erstellt worden war und alle Feuer zeigte, die in der Zeit vom 5. Dezember 2019 bis zum 20. Januar 2020 in Australien gebrannt hatten. Diese Brände hatten allerdings nicht zeitgleich stattgefunden, das Bild vermittelte aber in dieser Anordnung vielen einen übertriebenen gegenwärtigen Zustand, nicht letztendlich auch wegen der Repräsentation der Feuer durch glühende Farben. Das Bild wurde weltweit vielfach auf sozialen Netzwerken geteilt. Auch andere grafische Darstellungen wurden dort verbreitet und gerieten ebenso in die Kritik.

### In Murdoch-Medien
Die Mehrheit der Medien, darunter Fernsehsender wie Sky News Australia oder der Pay-TV-Anbieter Foxtel, die Tageszeitung The Australian, landesweit verbreitete Boulevardzeitungen und zahlreiche Regional- und Lokalzeitungen, wird vom neokonservativen Medienunternehmer Rupert Murdoch (News Corp.) kontrolliert und unterstützt den politischen Kurs der Regierungspartei Liberal Party of Australia. Die Murdoch-Pressegruppe berichtete wiederholt falsche Fakten und Zahlen zur Klima- und Feuerkrise, obwohl diese von unabhängigen Experten mehrfach widerlegt wurden.
Damien Cave von The New York Times wies darauf hin, dass News Corp. in seinen Medien zunehmend Fehlinformationen über die glanzlose Reaktion der australischen Regierung auf die Brände verbreiten würde. Er nannte Beispiele, in denen die Murdoch-Presse die Verantwortung für die Brände auf das linke Spektrum abgeschoben, wohlwollend über konservative Politiker berichtet und die Aufmerksamkeit vom Klimawandel abgelenkt hätten. Hierzu gehöre die Mär, das die Greens präventive backburning-Maßnahmen verhindert hätten, was nun Wohnhäuser zerstöre und Leben koste. Außerdem wäre wiederholt berichtet worden, dass die Brände dieser Feuersaison nicht schlimmer ausgefallen seien als die der Vergangenheit. Die Rolle von Brandstiftung sei übertreiben dargestellt worden, zudem seien die Murdoch-Medien die lautesten Verteidiger von Premierminister Morrison gewesen, als er wegen seines Urlaubs auf Hawaii auf der Höhe der Feuer schwere Kritik einstecken musste. Auffällig sei hierbei, dass Online-Trolle und -Bots diese Argumente gerne übernehmen würden. Auch der Tagesspiegel berichtete von einem „Verharmlosen einer Krise“ und „ausfälligen Kommentatoren“ in der Murdoch-Presse.
Michael Mann, Atmosphärenwissenschaftler und einer der Hauptautoren der Gutachten des Weltklimarats, bemängelte, dass das „Murdoch-Medien-Imperium“ Hand in Hand mit der rechtskonservativen Regierung zusammenarbeite, sich für fossile Brennstoffe starkmache, die Wissenschaft hinter dem Klimawandel attackiere und Versuche blockiere, Maßnahmen gegen die Klimakrise zu ergreifen.
Die Art und Weise der Berichterstattung erregte auch innerhalb der Mediengruppe Kritik. Eine Mitarbeiterin aus dem Management von News Corp. Australia beschuldigte die Organisation in einer E-Mail an den Vorstandsvorsitzenden Michael Miller, die sie auch an die dort Beschäftigten verteilte, einer „Fehlinformationskampagne“ mit „unverantwortlicher“ und „gefährlicher“ Berichterstattung über die Buschfeuer-Krise. Die E-Mail wurde binnen einer Stunde aus den Mailboxen der Beschäftigten entfernt. Die Mitarbeiterin schied im Dezember aus dem Unternehmen aus. Am 15. Januar kritisierte Murdochs Sohn James News Corp. und Fox wegen der anhaltenden Leugnung der Rolle des Klimawandels auch in der Berichterstattung über die Buschfeuer in Australien.

## Spenden
Durch Spenden an verschiedene Hilfsfonds und Feuerwehrorganisationen kamen fast 500 Millionen A$ zusammen. Australische Unternehmen brachten hiervon mehr als 180 Millionen A$ auf. Ein Spendenaufruf der australischen Komikerin Celeste Barber erbrachte 51 Millionen A$ für den NSW Rural Fire Service. Zahlreiche australische und internationale Prominente spendeten vielfach Beträge in Millionenhöhe.
Hilfsorganisation wie Australian Red Cross, Vinnies, The Salvation Army und das NSW Wildlife Information Rescue and Education Service (WIRES) erhielten große Teile dieser Spenden. Familien, die ihre Wohnhäuser verloren hatten, erhielten so als Sofortmaßnahme 10.000 A$, an die Familien der Todesopfer wurden 20.000 A$ gezahlt. Hilfsorganisationen erhielten öffentliche Kritik für den als zu langsam empfundenen Prozess der Zurverfügungstellung der gespendeten Mittel. Unter den Kritikern befand sich auch der stellvertretende Ministerpräsident von New South Wales, John Barilaro. Die Hilfsorganisationen entgegneten, dass Gelder auch für mittel- und längerfristige Nutzung in Projekten wie die psychische Gesundung betroffener Gemeinden eingeplant seien. Weite Teile der Spenden würden innerhalb der nächsten drei Jahre in Abstimmung mit der Regierung und den Gemeindegruppen für die laufenden Wiederaufbaubemühungen ausgegeben.
Die Australian Broadcasting Corporation vermeldete um Ende Januar mehr als 400 Betrügereien bei Buschfeuer-Spendenaktionen. Die australische Wettbewerbs- und Verbraucherkommission (ACCC) hatte Anfang Januar bereits 86 Beschwerden über Betrügereien im Zusammenhang mit den Buschfeuern wie Aufforderungen zu bargeldlosen Spenden per Online-Crowdfunding über GoFundMe oder irreführende Links auf Twitter erhalten. Gemäß Australiens GoFundMe-Regionalleiterin Nicola Britton beschäftigen sich Mitarbeiter des Unternehmens „rund um die Uhr“ mit der Unterbindung solcher Betrügereien. Insgesamt seien seit November 2019 auf der von ihr vertretenen Plattform fast 500.000 Spenden im Gesamtwert von mehr als 30 Millionen A$ aus mehr als 170 Ländern eingetroffen.

## Rezeption

### Von ehemaligen Premierministern
Malcolm Turnbull (2015–2018)
Der ehemalige australische Premierminister Malcolm Turnbull von der Liberal Party und Vorgänger Morrisons im Amt schrieb in einem Gastartikel für das amerikanische Nachrichtenmagazin Time: „Australiens Brände in diesem Sommer – beispiellos im Ausmaß ihrer Zerstörung – sind die grausame, aber unvermeidliche Realität der globalen Erwärmung. Ein heißeres, trockeneres Klima bedeutet mehr und längere Dürreperioden und mehr und heftigere Brände. […] Es gibt keine Ausreden mehr und es bleibt nicht mehr viel Zeit. Australien und die Welt brauchen jetzt einen grünen new deal.“ In einem Interview mit der BBC am 22. Januar übte er harsche Kritik an seinem Nachfolger Morrison, der nicht so gehandelt habe „wie ein Premierminister handeln würde und sollte“, sondern stattdessen die Buschfeuerkrise „heruntergespielt“ habe. Australien stehe „an vorderster Front der Konsequenzen“ der Klimakrise und müsse als „fortschrittliches, wohlhabendes, technologisch hoch entwickeltes Land“ sich mit diesem Thema ernsthaft auseinanderzusetzen, auch als Vorbild für andere Länder.
Tony Abbott (2013–2015)
Der ehemalige australische Premierminister Tony Abbott von der Liberal Party sagte in einem Interview des israelischen Hörfunks am 15. Dezember 2019, dass sich die Welt „im Griff eines Klimakults“ befinde und bestritt, dass Kohlendioxid die globale Erwärmung vorantreibe. Der Gastgeber der Sendung Eran Mor-Cicurel zeigte sich überrascht über Abbotts Ansichten: „Ich hätte nicht erwartet, dass ein ehemaliger Premierminister Australiens inmitten einer Umweltkrise in Australien so unverblümt über Umweltfragen sprechen würde.“ Aufgebrachte Zuhörer hatten sich bei dem Sender darüber beschwert, dass derart „extremistischen Ansichten“ Sendezeit gegeben worden war.
Julia Gillard (2010–2013)
Die ehemalige Premierministerin Julia Gillard von der Labor Party dankte Mitte Januar „all den Helden“ der „Buschfeuer-Tragödie“, „vor allem den Feuerwehrleuten und ihren Familien, die sie unterstützen“. Sie wies im Besonderen auf die Anfälligkeit von Kindern und Jugendlichen für psychische Erkrankungen als emotionale Auswirkungen der Katastrophe hin. In ihrer Eigenschaft als Vorsitzende der australischen Non-Profit-Organisation Beyond Blue, die sich mit Depressionen, Selbstmord, Angststörungen und anderen psychischen Störungen befasst, begrüßte sie für die Bereitstellung von 8 Millionen Dollar durch die australische Bundesregierung zur Unterstützung der mentalen Genesung in von den Buschfeuern betroffenen Kindergärten und Schulen.
Kevin Rudd (2007–2010, 2013)
Der ehemalige australische Premierminister Kevin Rudd von der Labor Party nannte die Antwort der Bundesregierung auf die Buschfeuerkrise „ausweichend, lauwarm, gespürlos und vor allem zu spät“. Anstatt sich angesichts einer der schlimmsten Naturkatastrophen der australischen Geschichte mit einer starken Reaktion so richtig ins Zeug zu legen, übe sich die Regierung lediglich in „Issue Management“.
John Howard (1996–2007)
Der ehemalige australische Premierminister John Howard war der Ansicht, dass Scott Morrison die „sehr schwierige“ Buschfeuer-Krise gut bewältigt habe, empfahl ihm jedoch eine engere Zusammenarbeit mit den Bundesstaaten. Die Australier müssten seinen ungünstig gewählten Urlaubszeitpunkt hinter sich lassen und sein Handeln vor Ort fair beurteilen.
Paul Keating (1991–1996)
Der ehemalige Premierminister Paul Keating von der Labor Party nahm nicht direkt zu den Buschfeuern Stellung, erklärte aber bereits im Mai 2019 zum Thema Klimawandel, dass die Welt aufhören werde, fossile Brennstoffe zu verwenden. Mit ihrer Unterstützung für die Kohleindustrie lebe die Liberal Party „in der Vergangenheit“.
In einem gemeinsamen Gastbeitrag in der Zeitung The Sydney Morning Herald im Mai 2019 zusammen mit dem ehemaligen Premierminister Bob Hawke (1983–1991), der nur einige Tage später verstarb, beschrieb Keating, dass die Liberal Party sich dem wirtschaftlichen Obskurantismus verschrieben habe und versuche, im Energiebereich die Technologie des 19. Jahrhunderts einzusetzen. Die Partei habe den wirtschaftlichen Imperativ des Klimawandels […] komplett nicht verstanden.

### Zu Scott Morrison
Der politische Kommentator der Australian Broadcasting Corporation David Speers fasste Scott Morrisons Verhalten während der Buschfeuer zusammen: „Der Premierminister wird beschuldigt, zu spät [auf der Bildfläche] erschienen zu sein, den [Bundes]staaten die Schuld zuzuschieben und dann zu versuchen, politisches Kapital aus der Krise zu schlagen. […] Innerhalb der Regierung wird allgemein erkannt, dass dem Premierminister während der Buschfeuerkrise sein bis dahin glückliches Händchen verloren gegangen ist. Es war nicht sein bester Moment, um es milde auszudrücken.“
Shane Fitzsimmons, der Leiter der Feuerwehr in New South Wales, bescheinigte Morrison einen Mangel an „grundlegender professioneller Höflichkeit“. Er empfand es als „sehr enttäuschend“, dass er „an einem der schlimmsten Brandtage seit Beginn der Aufzeichnungen inmitten massiver Flüchtlingsströme und einer äußerst schwierigen Wetterlage“ von der Mobilisierung des Militärs aus den Medien erfahren musste.
Der ehemalige australische TV-Moderator Barrie Cassidy bezeichnete das von Morrison veröffentlichte Video zur Mobilisierung der Reservisten als „absolut obszön“, der australische Journalist Peter van Onselen sagte, es sei „mehr als unangemessen“, der britische politische Reporter Piers Morgan sah hierin „eins der gespürlosesten Dinge“, die seiner Erfahrung nach „ein Führer eines Landes während einer Krise veröffentlicht“ habe.

### In Wissenschaft und Forschung
Mehr als 250 australische Forscher riefen am 4. Februar die Regierung in einem offenen Brief dazu auf, die Treibhausgasemissionen „dringend zu reduzieren“ und so das Klima zu schützen. Sie wiesen in ihrer Erklärung auf den Zusammenhang zwischen dem Klimawandel und Naturkatastrophen wie den aktuellen Buschfeuern hin.
Julie Bishop, ehemalige Außenministerin und Vize-Premierministerin Australiens (Liberal Party) von 2013 bis 2018, sagte Anfang Februar 2020 in ihrer neuen Eigenschaft als Rektorin der Australian National University, Australien brauche „nach einer katastrophalen Buschfeuersaison Maßnahmen an mehreren Fronten“, einschließlich der Führung internationaler Bemühungen gegen den Klimawandel und der Reduzierung von Emissionen über den Stromsektor hinaus.
Als Premierminister Morrision 2017 noch das Amt des Treasurers (Finanzministers) bekleidete, stellte die Bundesregierung die Finanzierung des australischen Forschungsinstituts für die Anpassung an den Klimawandel (National Climate Change Adaptation Research Facility, NCCARF) nahezu ein. Die Direktorin des Instituts Jean Palutikof sah die Forschungslandschaft des Landes im Januar 2020 durch diese Entscheidung geschwächt und schlechter aufgestellt als vor 10 Jahren, um den Bränden, der Dürre und anderen Auswirkungen der Erderwärmung etwas entgegenzusetzen.
Ross Garnaut, Professor für Ökonomie an der Australian National University und führender wissenschaftlicher Mitarbeiter für Ökonomie an der University of Melbourne, war der Ansicht, dass Australien Null Emissionen ausstoßen und trotzdem von seinen Bodenschätzen profitieren kann. Die Buschfeuerkrise hätte vermieden werden können, wenn Australien als Teil einer globalen Anstrengung „viel früher viel mehr getan hätte“. Die Tragödie habe sich über eine lange Zeit aufgebaut; die Lage würde sich so lange weiter verschlimmern, bis der Netto-Ausstoß der Welt an Treibhausgasen bei Null angelangt sei. Er schlug vor, unter Verwendung von erneuerbaren Energien Wasserstoff herzustellen. Das Land könne so ohne Kohleverbrennung aus seinen Bodenschätzen wie Bauxit und Aluminiumoxid vor Ort Stahl oder Aluminium produzieren und damit auf diesem Gebiet Weltführer werden. „Australien ist bei weitem der größte Exporteur von Aluminium- und Eisenerzen. Wenn die Welt Aluminium und Eisen ohne Emissionen produziert, dann sind wir der Ort, an dem das getan werden sollte“, was sich positiv für die Wirtschaft auswirken würde.
Die Denkfabrik The Australia Institute plädierte dafür, dass der australische Steuerzahler nicht alleine für die immensen Schäden aufkommen solle. Auch die Kohle- und Erdgas-Industrie solle sich durch eine Abgabe daran beteiligen. Eine moderate Abgabe von 1 A$ pro Tonne Kohlenstoffemission bei der Produktion fossiler Brennstoffe würde etwa 1,5 Milliarden A$ pro Jahr einbringen.
Frank Jotzo, Professor an der Australian National University und Leiter des Centre for Climate and Energy Policy, hoffte, dass sich im Jahr 2020 die politische Debatte um den Klimawandel auf konkret Machbares konzentrieren werde und nicht darauf, ob man handeln solle oder nicht. Er prognostizierte „Politikern aller Couleur“ auf der Strecke zu bleiben, sollten sie keine vernünftige Klimapolitik betreiben. „Euer Vermächtnis steht auf dem Spiel. […] Ihr müsst führen. […] Euer größtes Problem werden die Murdoch-Medien, einige tollwütige Hinterbänkler und ein paar Kohleunternehmen sein. Aber schließlich habt Ihr ja das Sagen, nicht wahr?“
Der australische Bergbau-Magnat Andrew Forrest vertrat mehrfach die Ansicht, dass die Feuer in erster Linie auf die Belastung der Wälder durch brennbares Material und auf Brandstiftung zurückzuführen seien, der Klimawandel spiele hierbei nur eine untergeordnete Rolle. Die Wissenschaft habe „noch einen weiten Weg vor sich“. Er rief internationale Spender zur Finanzierung seiner Stiftung auf, mit der im wissenschaftlichen Peer-Review abgesicherte, „neue Klimaforschung“ geleistet werden solle. Sein Spendenziel läge bei 500 Millionen A$, zu dem er mit 50 Millionen A$ für den Aufbau der Widerstandsfähigkeit gegen Naturkatastrophen beigetragen habe.
Der australische Autor Richard Flanagan meinte in der New York Times, dass Australien „Klima-Suizid“ beginge. Beide großen Parteien (Liberals und Labor) erhielten Spenden von der Industrie für fossile Brennstoffe. Robinson Myer von der amerikanischen Zeitschrift The Atlantic argumentierte, dass Australien unter den gegenwärtigen politischen Bedingungen „gegen den Klimawandel verlieren wird“. „Es ist durchaus möglich, dass die Feuer die australische Politik in eine zunehmend belagerte und noch rückschrittlichere Richtung drängen und damit Politiker wie Morrison dazu ermächtigen werden, gegen jedwede Veränderung anzustehen. So wird Australien wohl in der Klimaspirale hängen bleiben und sich mehr denn je an die Kohle klammern, während die Städte des Landes an der Asche einer brennenden Welt ersticken.“
Benjamin Sanderson und Rosie Fisher von den Forschungseinrichtungen Centre Européen de Recherche et de Formation Avancée en Calcul Scientifique (CERFACS) in Toulouse und National Center for Atmospheric Research (NCAR) in Boulder (Colorado) kamen zu dem Schluss, dass bei einem weiteren Anstieg von CO2-Emissionen die Bedingungen des Sommers 2019/2020 im Jahr 2040 den Durchschnitt und 2060 ein außergewöhnlich kühles Jahr repräsentieren würden. Sie warnten, dass die bisherigen Klimamodelle die Auswirkungen auf Australien unterschätzen könnten: „Weiter steigende Emissionen werden uns in einen zunehmend unvorhersagbaren Klimaraum bringen, wo die Folgen extremer sein könnten als vorhergesagt.“

### In Deutschland
Der deutsche Konzern Siemens wurde unter anderem von der Bewegung Fridays for Future unter Hinweis auf die Buschfeuer aufgefordert, sich nicht mehr an der Erschließung eines neuen Kohlenbergwerks, die Carmichael Mine (eines der größten Kohlebergwerke der Welt), durch die indische Adani Group im Osten Australiens zu beteiligen. Siemens soll Signalanlagen für Gleise liefern. Jedoch will Siemens an der Zulieferung festhalten, laut Vorstandschef Joe Kaeser sei man vertraglich dazu verpflichtet. Klimaschützer kritisieren die Entscheidung als „unentschuldbaren Fehler“.
Deutsche Politiker wie Karl Lauterbach (SPD) und Thomas Hacker (FDP) sprachen sich angesichts der Brände für die Aussetzung der RTL-Show Ich bin ein Star – Holt mich hier raus! aus.